# Azerbajdzsán
Azerbajdzsán (azeri: Azərbaycan), hivatalos nevén az Azerbajdzsáni Köztársaság (Azərbaycan Respublikası) Eurázsia kaukázusi régiójának legnagyobb országa. Délnyugat-Ázsia és Kelet-Európa között fekszik, Keleten a Kaszpi-tenger, északon Oroszország, északnyugaton Grúzia, nyugaton Örményország és Törökország, délen Irán határolja.
Az ország lakosságának túlnyomó többsége névlegesen  muszlim, de az alkotmány nem deklarál államvallást és az ország szekuláris. Azerbajdzsán agrár-ipari fejlődő ország, de magas a gazdasági fejlettségi ráta  és alacsony a munkanélküliség. 
Jelentős kőolajtartalékokkal rendelkezik és a gyors gazdasági fellendülés 2000 óta közepes jövedelmű országgá tette.
A Freedom House a demokrácia szintjén a „nem szabad” kategóriába sorolta, és a politikai vezetését 2022-ben "megszilárdult, tekintélyelvű rezsimnek" nevezte, ahol a polgári szabadságjogok, köztük a sajtószabadság régóta súlyosan sérülnek. Elnyomják a nőket és a kisebbségeket, a véleménynyilvánítás szabadságát erősen korlátozzák, a kormánykritikusokat pedig üldözik és bebörtönzik.
A hat független török állam egyike, aktív tagja a Türk Államok Szervezetének és a TÜRKSOY közösségnek.
Több fegyveres konfliktusa volt a szomszédos Örményországgal a Hegyi-Karabah régió miatt. A 2020-as háborúból győztesként került ki.

## Földrajz

### Domborzat
Az ország  területének nagysága csaknem azonos Magyarországéval. Északon a Kaukázus, északkeleten a dagesztáni hegyek, nyugaton a Kis-Kaukázus láncai találhatók. A két hegyvidék között a Kura-Araksz-síkság a Kaszpi-tengerig fut ki. Északabbra a hegyek lábánál keskeny parti síkság alakult ki. Azerbajdzsán legmagasabb hegye a Bazardüzü (4466 m). Legmélyebben a Kaszpi-tenger partja van: −28 m. A Föld iszapvulkánjainak majdnem a fele Azerbajdzsánban található.

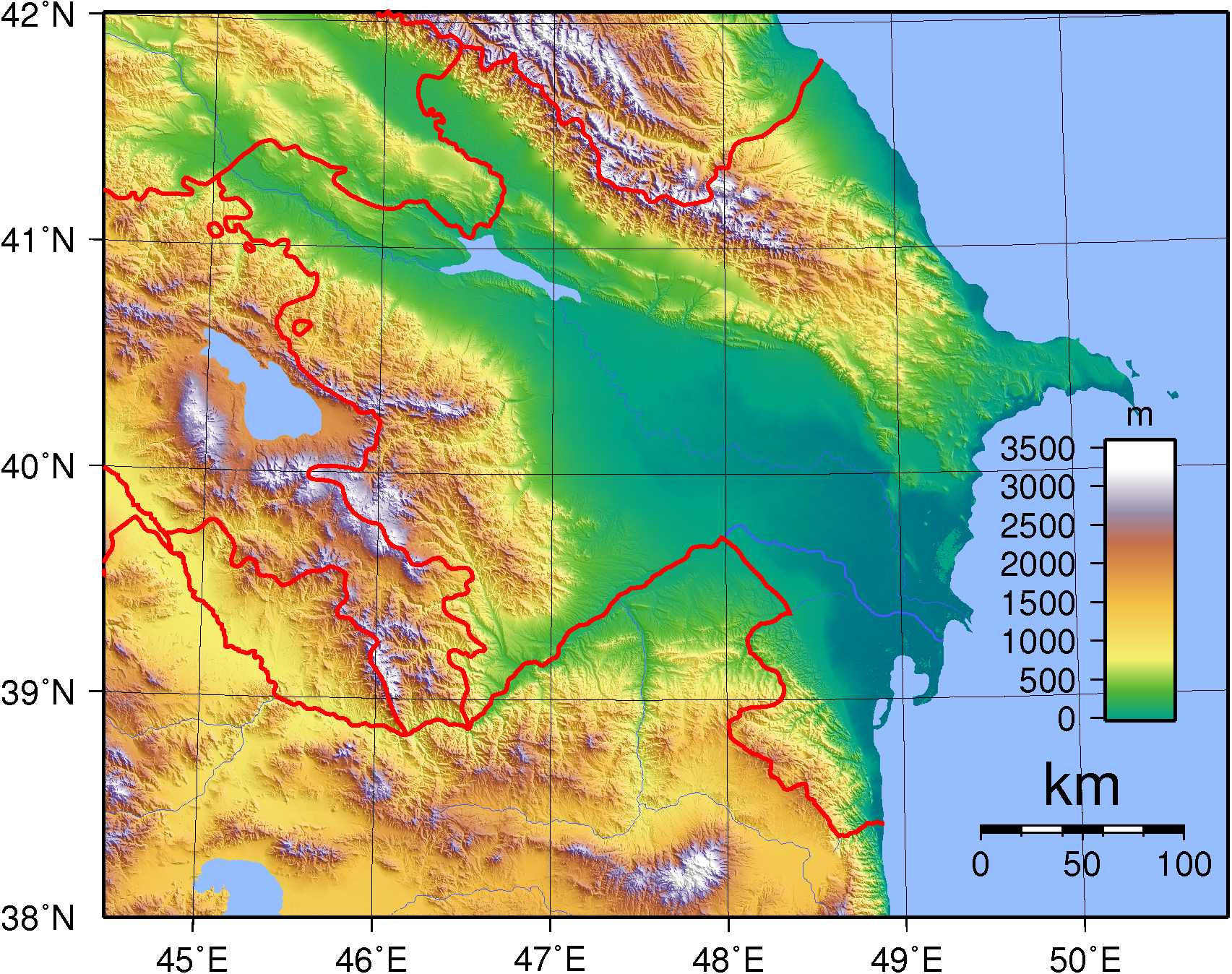
Azerbajdzsán domborzati térképe
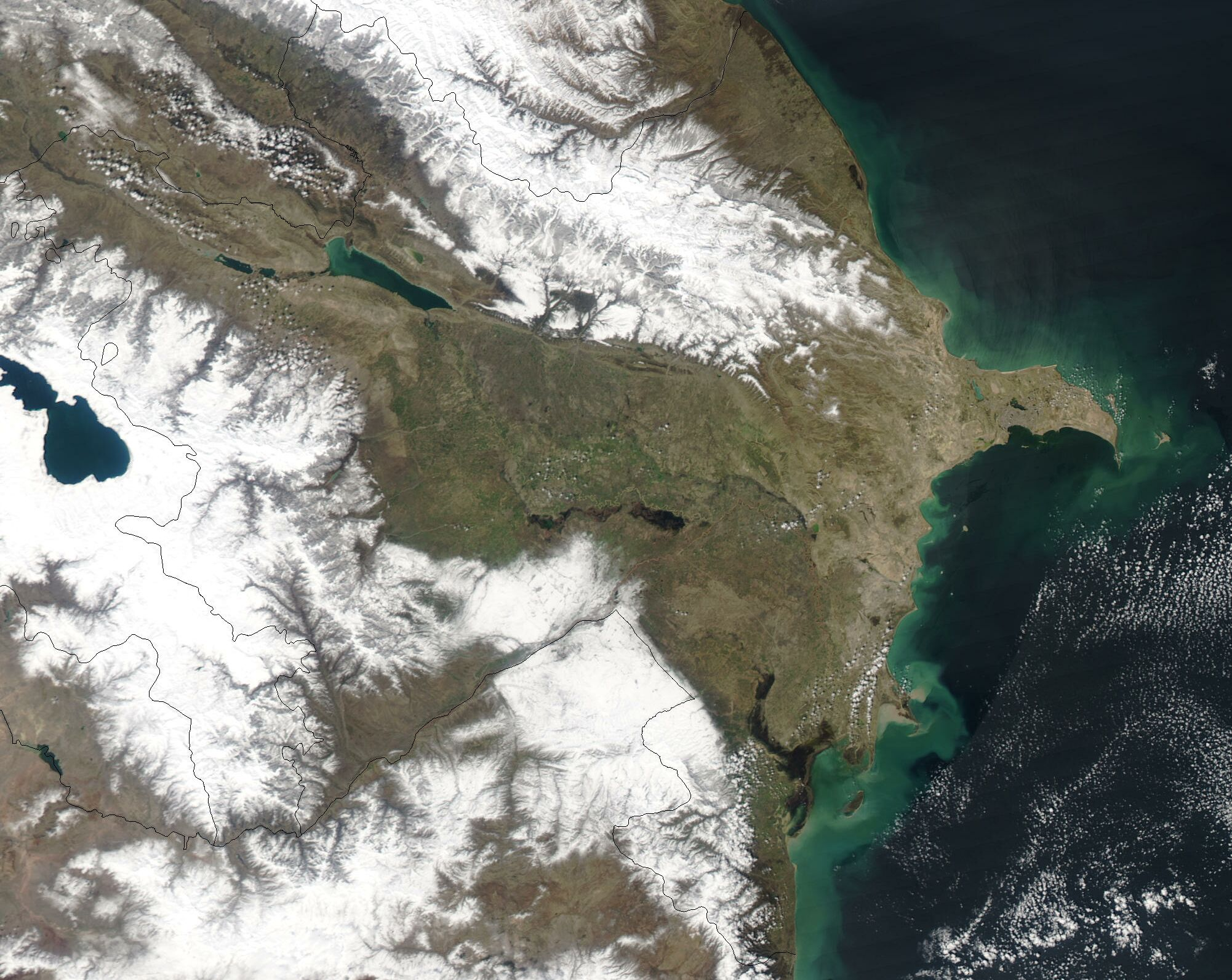
Műholdas kép (2003 márc.)
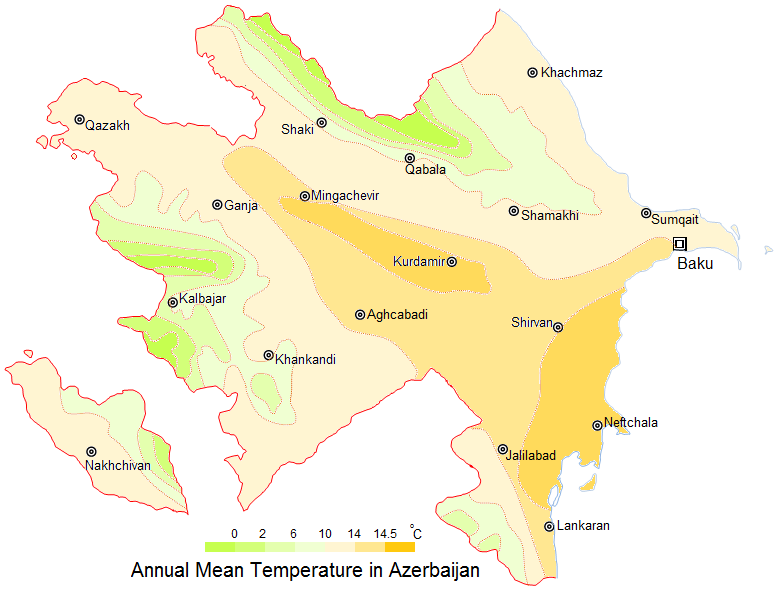
Évi középhőmérséklet az országban
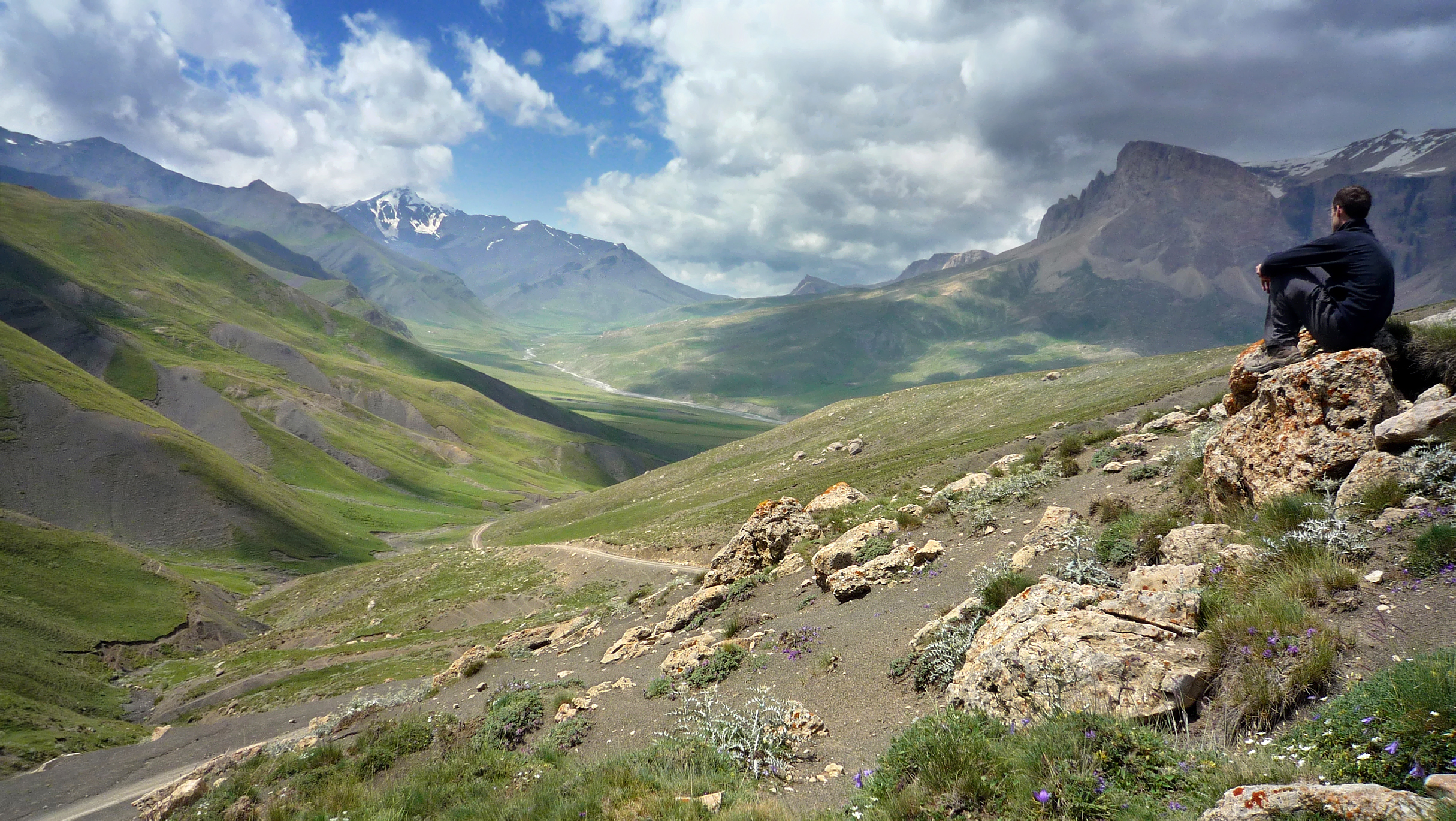
A Kinalug-völgy a Nagy-Kaukázusban

| Azerbajdzsán domborzati térképe (nyitható térkép) |
| --- |
| Baku Gandzsa Sumqayıt Nahicseván Xankəndi Ağdam Qobustani · sziklarajzok Mingəçevir Şirvan N a g y - K a u k á z u s I r á n Grúzia Oroszország Örményország Kaszpi- · tenger Kura Mingəçevir- · víztározó Nahicseván Lənkəran |

### Vízrajz
A 8350 vízfolyásból csak 24 hosszabb 100 km-nél. Minden folyó keletre, a Kaszpi-tengerbe folyik.
Legjelentősebb folyója a Kura (1515 km) és ennek legjelentősebb mellékfolyója az Araksz. A Kis-Kaukázusból eredő folyók (A Kura jobb és az Araksz bal oldali mellékfolyói) sekélyek, nyáron többnyire kiszáradnak.
Legnagyobb tava a Mingəçevir-víztározó. A Kaszpi-tenger (azeri: Kazár) zárt tó, a Föld legnagyobb lefolyástalan sós tava.

### Éghajlat
Az ország éghajlata a nyugati hegységben és az északi területeken szélsőséges, itt még nyáron is fagy, míg a Kaszpi-tenger mentén kellemesnek nevezhető, délen, Lənkəran vidékén szubtrópusi. Tavasz és nyár idején (április közepétől októberig) a hőmérséklet 20-30 °C között ingadozik, míg télen (decembertől márciusig) ennél jóval hidegebb van. Az országban mért a legalacsonyabb és a legmagasabb hőmérséklet: -33 °C és +46 °C.
Az évi csapadékmennyiség Lənkəran (oroszul és régebbi magyar szóhasználatban Lenkorán) tájon a legmagasabb (1600–1800 mm), az Abşeron-félszigeten (oroszul és régebbi magyar szóhasználatban Apseron) a legalacsonyabb (200–350 mm). Gyakoriak a szélviharok.

### Élővilág, természetvédelem
A hegységek északi és keleti lejtőin kiterjedt lombos erdőségek fedik, feljebb fenyvesek találhatók, gazdag emlős- és madárvilággal. Az alföldeken száraz sztyep és félsivatagi növényzet uralkodik.

#### Nemzeti parkjai
| Nemzeti parkok | Nemzeti parkok | Nemzeti parkok | Nemzeti parkok | Nemzeti parkok | Nemzeti parkok                             | Nemzeti parkok |
| --- | --- | -------------- | -------------- | -------------- | ------------------------------------------ | -------------- |
| \| név \| megjegyzés \| kép \| terület (ha) \| terület (km2) \| térkép \| \| ------------------------- \| -------------------------------------------------------------------------------------------------------------------------------------------------------------- \| --- \| ------------ \| ------------- \| ------------------------------------------ \| \| Zəngəzur Nemzeti Park \| Nahicseván területén található. Olyan állatok élnek itt, mint a muflon, a bezoárkecske. \| \| 42 797 \| 427,97 \| Azerbajdzsán (Azerbajdzsán) · Azerbajdzsán \| \| Ağ göl Nemzeti Park \| félsivatagos tájon mocsár. A madárvilága nevezetes \| \| 17 924 \| 179,24 \| Azerbajdzsán (Azerbajdzsán) · Azerbajdzsán \| \| Şirvan Nemzeti Park \| mocsár igen gazdag madárvilággal \| \| 54 373,5 \| 543,735 \| Azerbajdzsán (Azerbajdzsán) · Azerbajdzsán \| \| Hirkan Nemzeti Park \| erdőiben ritka és ősi fák élnek \| \| 42 797 \| 427,97 \| Azerbajdzsán (Azerbajdzsán) · Azerbajdzsán \| \| Altıağac Nemzeti Park \| lombhullató erdeiben szarvas, medve, róka, hiúz él \| \| 11 035 \| 110,35 \| Azerbajdzsán (Azerbajdzsán) · Azerbajdzsán \| \| Abşeron Nemzeti Park \| már a szovjet időkben is természetvédelmi terület volt. A Kaszpi-tenger partján félsivatagos vidék. Gazellák, vízimadarak élnek itt, és a Kaszpi-tenger fókái. \| \| 783 \| 7,83 \| Azerbajdzsán (Azerbajdzsán) · Azerbajdzsán \| \| Şahdağ Nemzeti Park \| magashegységi park, Azerbajdzsán legmagasabb hegye itt található \| \| 115 900 \| 1159 \| Azerbajdzsán (Azerbajdzsán) · Azerbajdzsán \| \| Göygöl Nemzeti Park \| itt található az egyik legszebb és legtisztább tó Azerbajdzsánban, a Göygöl-tó \| \| 12 755 \| 127,55 \| Azerbajdzsán (Azerbajdzsán) · Azerbajdzsán \| \| Samur-Yalama Nemzeti Park \| az orosz határ közelében a park legnagyobb része a Kaszpi-tenger partján helyezkedik el; erősen erdős. \| \| 11 772 \| 117,72 \| Azerbajdzsán (Azerbajdzsán) · Azerbajdzsán \| | |                |                |                |                                            |                |
| név | megjegyzés | kép            | terület (ha)   | terület (km2)  | térkép                                     |                |
| Zəngəzur Nemzeti Park | Nahicseván területén található. Olyan állatok élnek itt, mint a muflon, a bezoárkecske.                                                                        |                | 42 797         | 427,97         | Azerbajdzsán (Azerbajdzsán) · Azerbajdzsán |                |
| Ağ göl Nemzeti Park | félsivatagos tájon mocsár. A madárvilága nevezetes |                | 17 924         | 179,24         | Azerbajdzsán (Azerbajdzsán) · Azerbajdzsán |                |
| Şirvan Nemzeti Park | mocsár igen gazdag madárvilággal |                | 54 373,5       | 543,735        | Azerbajdzsán (Azerbajdzsán) · Azerbajdzsán |                |
| Hirkan Nemzeti Park | erdőiben ritka és ősi fák élnek |                | 42 797         | 427,97         | Azerbajdzsán (Azerbajdzsán) · Azerbajdzsán |                |
| Altıağac Nemzeti Park | lombhullató erdeiben szarvas, medve, róka, hiúz él |                | 11 035         | 110,35         | Azerbajdzsán (Azerbajdzsán) · Azerbajdzsán |                |
| Abşeron Nemzeti Park | már a szovjet időkben is természetvédelmi terület volt. A Kaszpi-tenger partján félsivatagos vidék. Gazellák, vízimadarak élnek itt, és a Kaszpi-tenger fókái. |                | 783            | 7,83           | Azerbajdzsán (Azerbajdzsán) · Azerbajdzsán |                |
| Şahdağ Nemzeti Park | magashegységi park, Azerbajdzsán legmagasabb hegye itt található                                                                                               |                | 115 900        | 1159           | Azerbajdzsán (Azerbajdzsán) · Azerbajdzsán |                |
| Göygöl Nemzeti Park | itt található az egyik legszebb és legtisztább tó Azerbajdzsánban, a Göygöl-tó                                                                                 |                | 12 755         | 127,55         | Azerbajdzsán (Azerbajdzsán) · Azerbajdzsán |                |
| Samur-Yalama Nemzeti Park | az orosz határ közelében a park legnagyobb része a Kaszpi-tenger partján helyezkedik el; erősen erdős.                                                         |                | 11 772         | 117,72         | Azerbajdzsán (Azerbajdzsán) · Azerbajdzsán |                |

#### Természeti világörökségei
Az UNESCO listájára Azerbajdzsánból nem vettek fel természeti tájat.

## Történelem

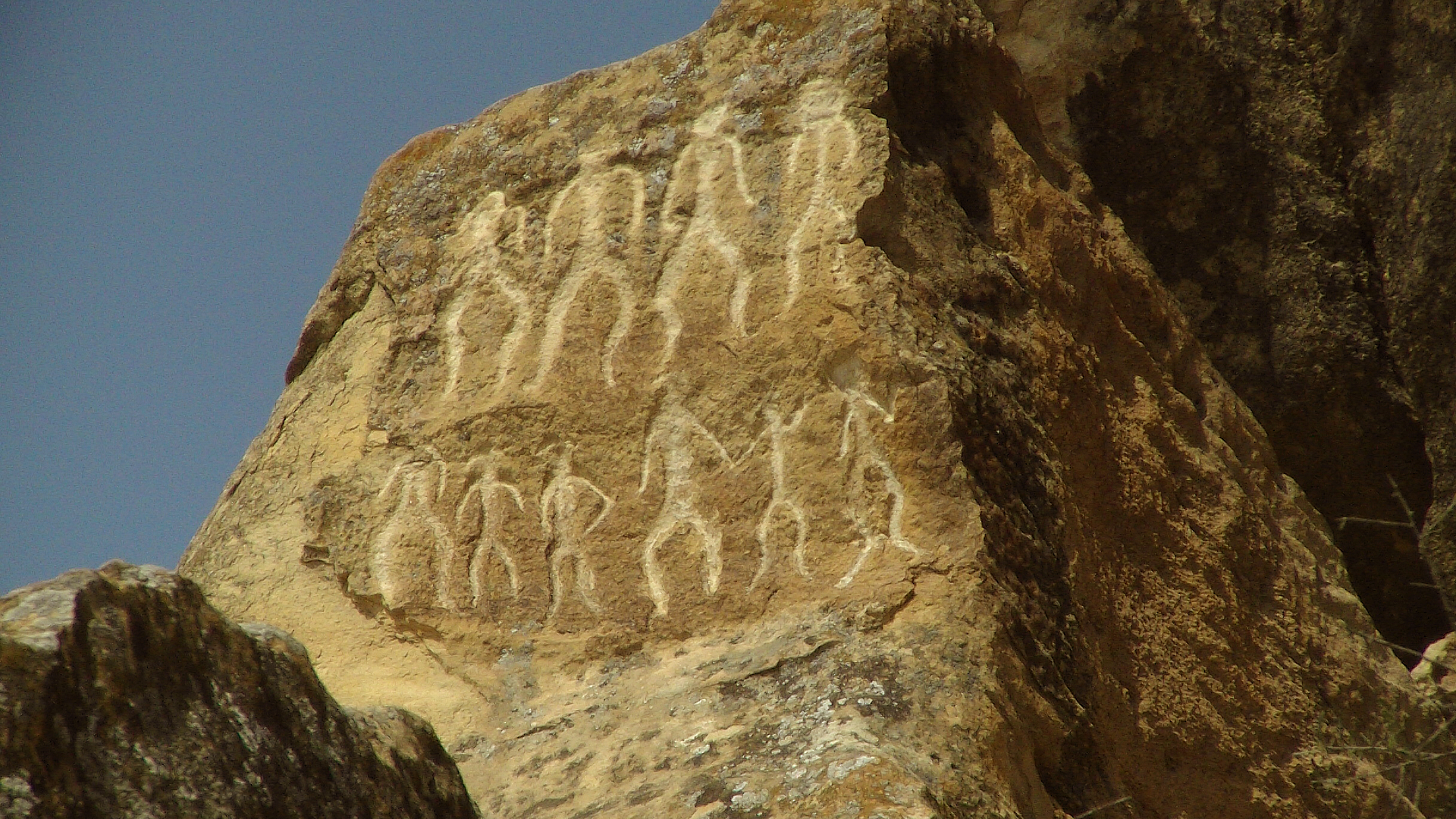
Qobustani sziklarajzok

### A név eredete
Azerbajdzsán a nevét valószínűleg Atropatész után kapta, aki méd satrapa (kormányzó) volt az általa uralt Atropaténében (a mai iráni Azerbajdzsánban). Az Atropatész név óperzsa eredetű, jelentése „tűzzel védett”, illetve a „tűz országa”. Valószínű, hogy már az időszámítás előtti századokban is látták itt a földből feltörő lángoszlopokat. Ma már tudjuk, hogy földgáz-kitöréseket láttak. 
A történelem folyamán számos népcsoport itt telepedett le, így médek, szkíták, perzsák, örmények, görögök, rómaiak, kazárok, oguz törökök, szeldzsuk törökök, mongolok és oroszok is.

### Ókor

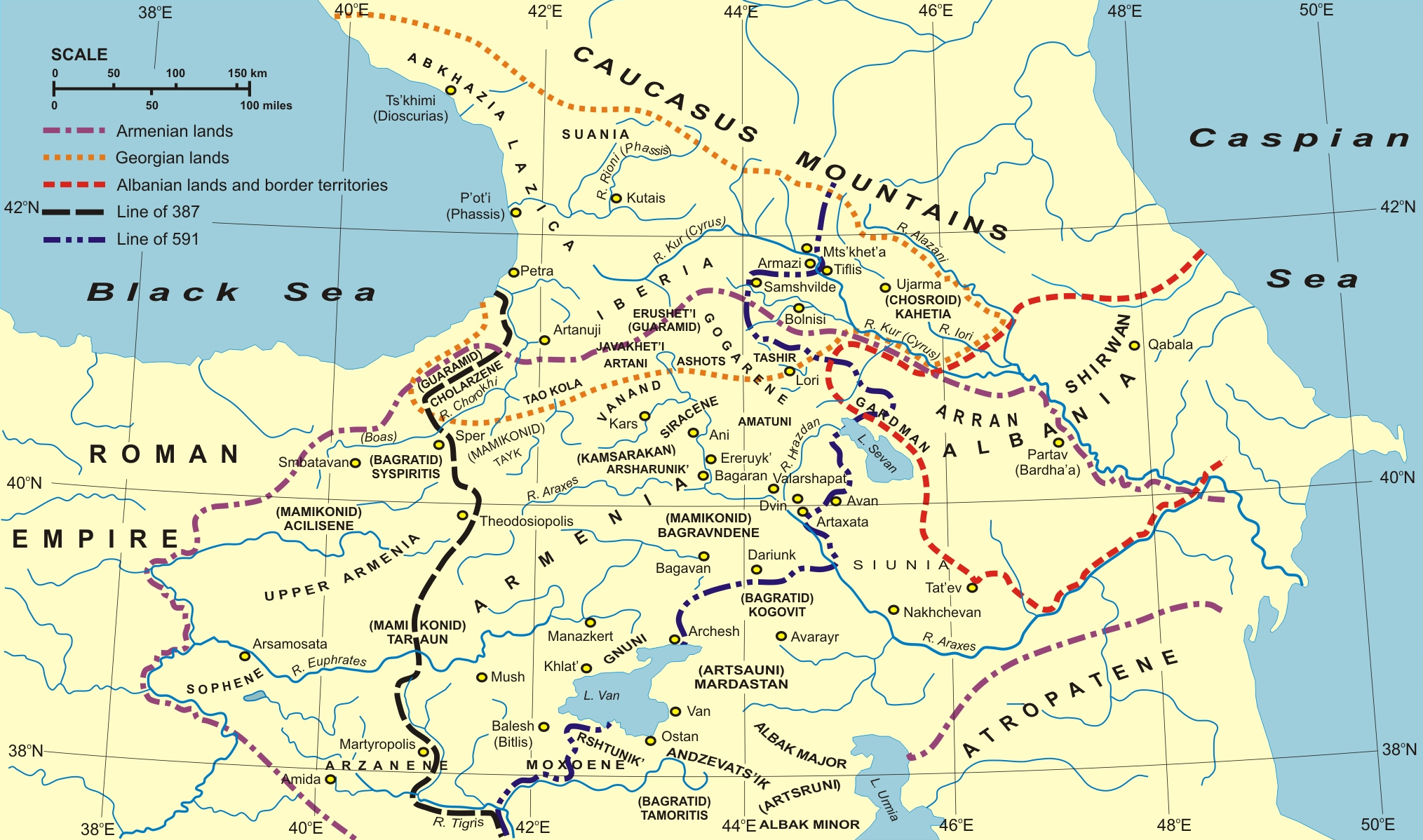
Kaukázusi Albania a 4-6. században

A legrégebbi bizonyíték emberi jelenlétre a késői kőkorból származik, Azykh-barlangban találták, a Quruçay kultúra népe hagyta ránk. Felső paleolitikus és részben moustieri maradványokat találtak Tağlar, Damcili, Zar, Yataq-yeri barlangjaiban, és máshol is. Leylatepe és Sarytepe nekropoliszaiban korsókat találtak beleszáradt borral, ez bizonyítja, hogy a késői bronzkorban szőlőt műveltek errefelé.
Amikor a Kaukázustól délre eső vidéket i. e. 550 körül meghódították az Achaimenidák, a zoroasztrizmus elterjedt a Méd Birodalom e részén. Nagy Sándor halála után a Kaukázus vidékén letelepedtek a szeleukida görögök, akiket végül Róma győzött le végleg. De behatoltak ide a Baktriába szakadt görögök is, és végül a legharciasabbak, a pártusok is. A kaukázusi albánok, akik a ma Azerbajdzsánként ismert terület eredeti lakói voltak, az i. e. 4. században királyságot alapítottak. I. e. 95-67 között a kaukázusi Albánia egy része valószínűleg meghódolt a szomszédos Örményországnak, és Nagy Tigranész birodalmának része lett. Sztrabón szerint a rómaiak és a párthusok megkezdték kiterjeszteni birtokaikat Albániára. Végül egy békeszerződést írtak alá, amiben Albánia független maradt, nem úgy, mint Ibéria és Örményország. Egy római felirat Gobusztánban bizonyítja a Legio XII. Fulminata jelenlétét Domitianus idejében.
Kaukázusi Albánia a Szászánidákig maradt független, majd azok vazallus állama lett 252-ben. Umayr király a 4. században hivatalosan áttért a kereszténységre, államvallássá tette, és Albánia keresztény jellegű állam maradt a 8. századi iszlám hódításig. A Szászánidák és a bizánciak számos hódítási kísérlete ellenére kaukázusi Albánia fennállt a régióban a 9. századig.

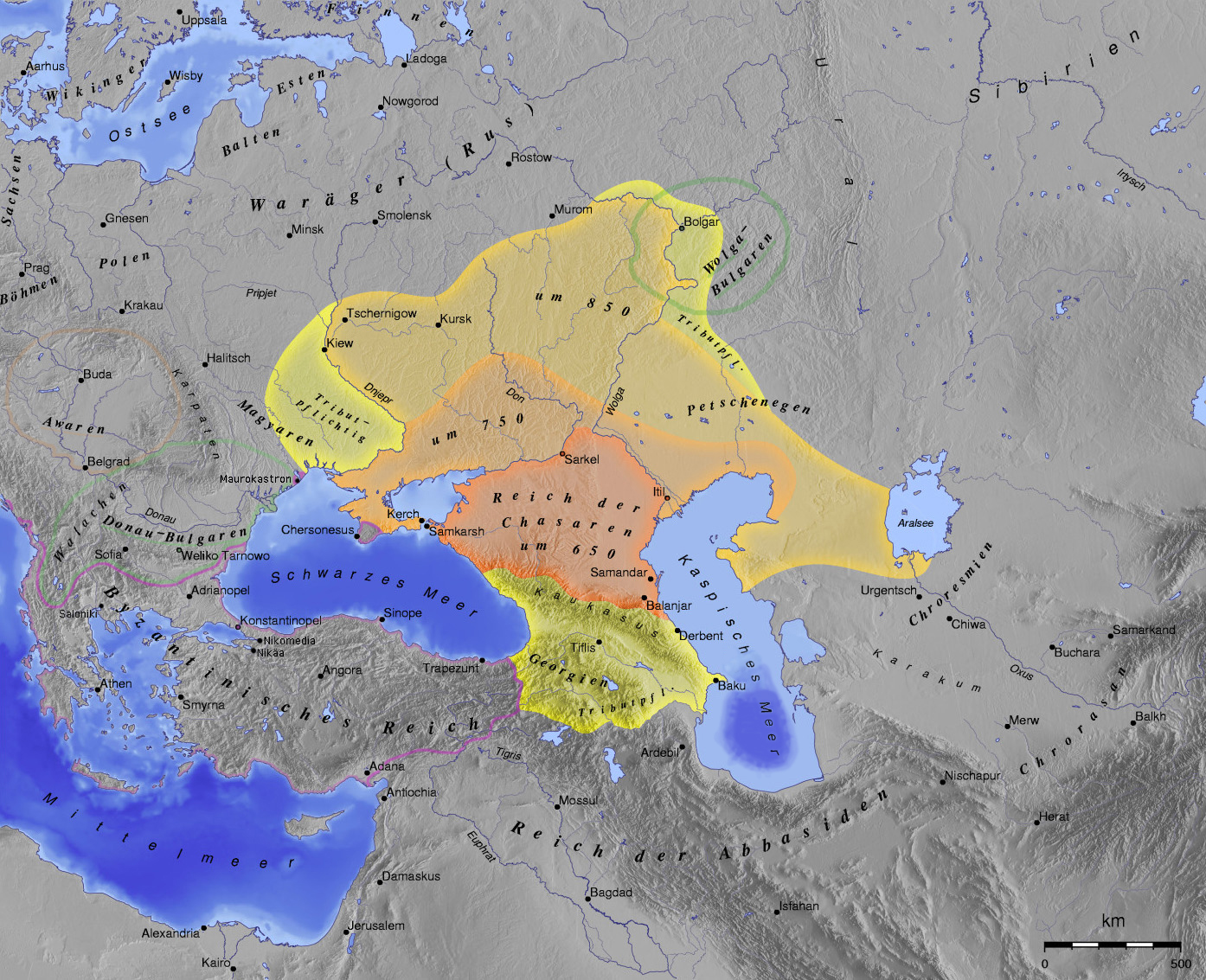
A középkori Kazár Birodalom legnagyobb kiterjedése
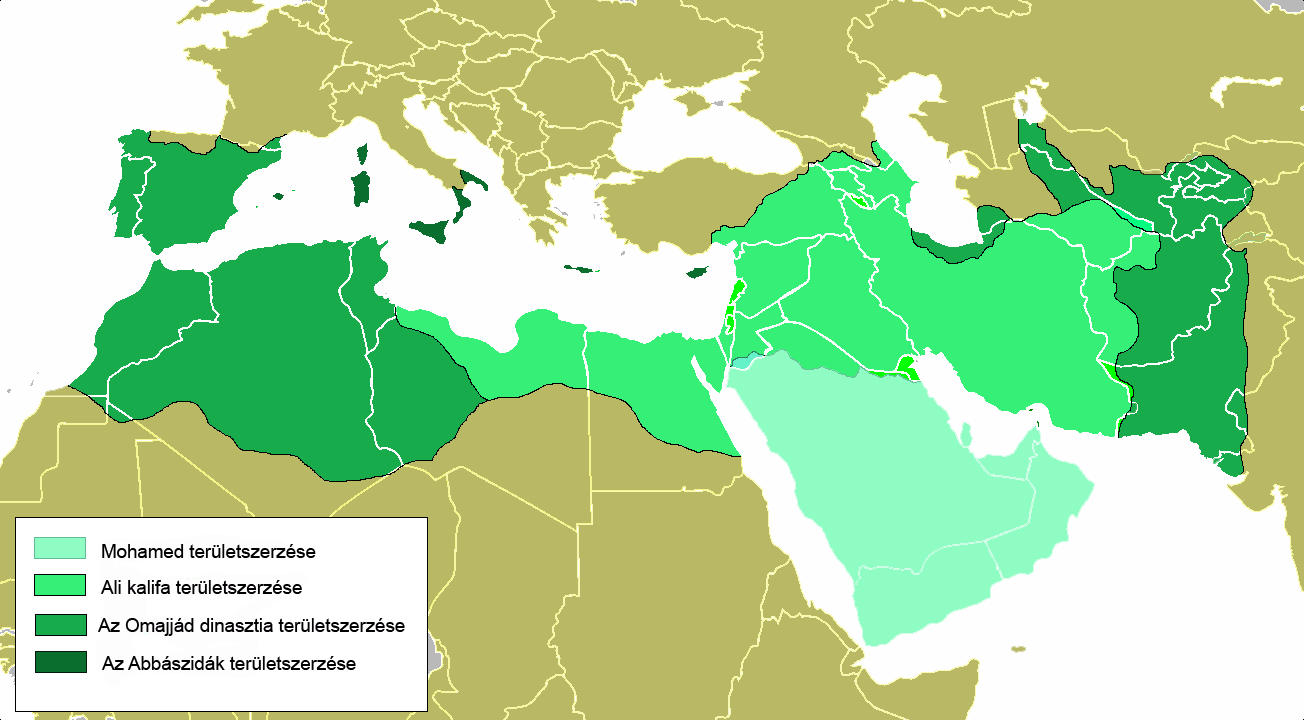
Az iszlám hódítások első, 7-8. századi szakasza
A szeldzsuk dinasztia területének kiterjedése, 1092
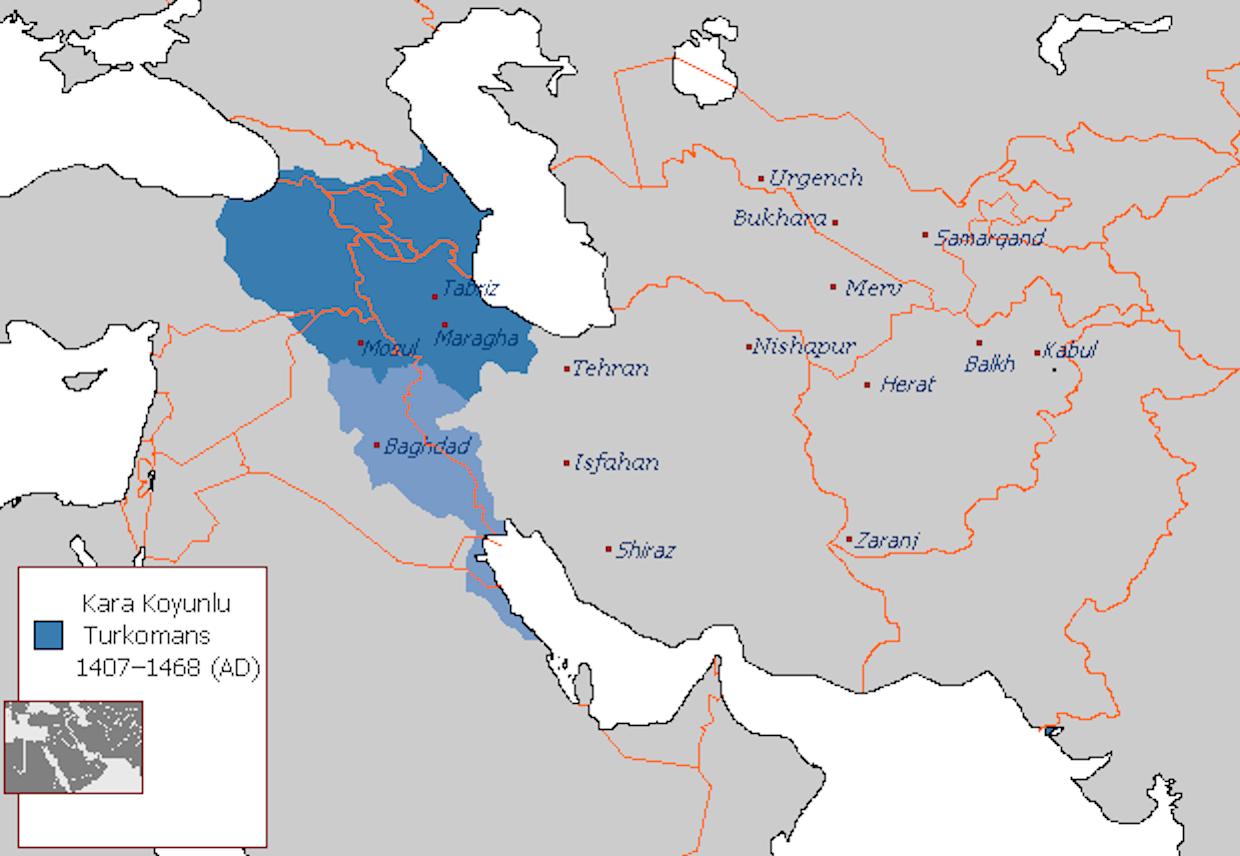
Karakojunlu területe a 15. század elején
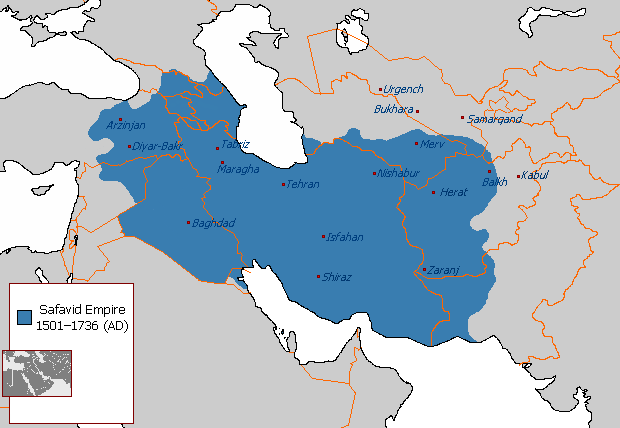
A Szafavida Birodalom (1501–1722)

### Középkor

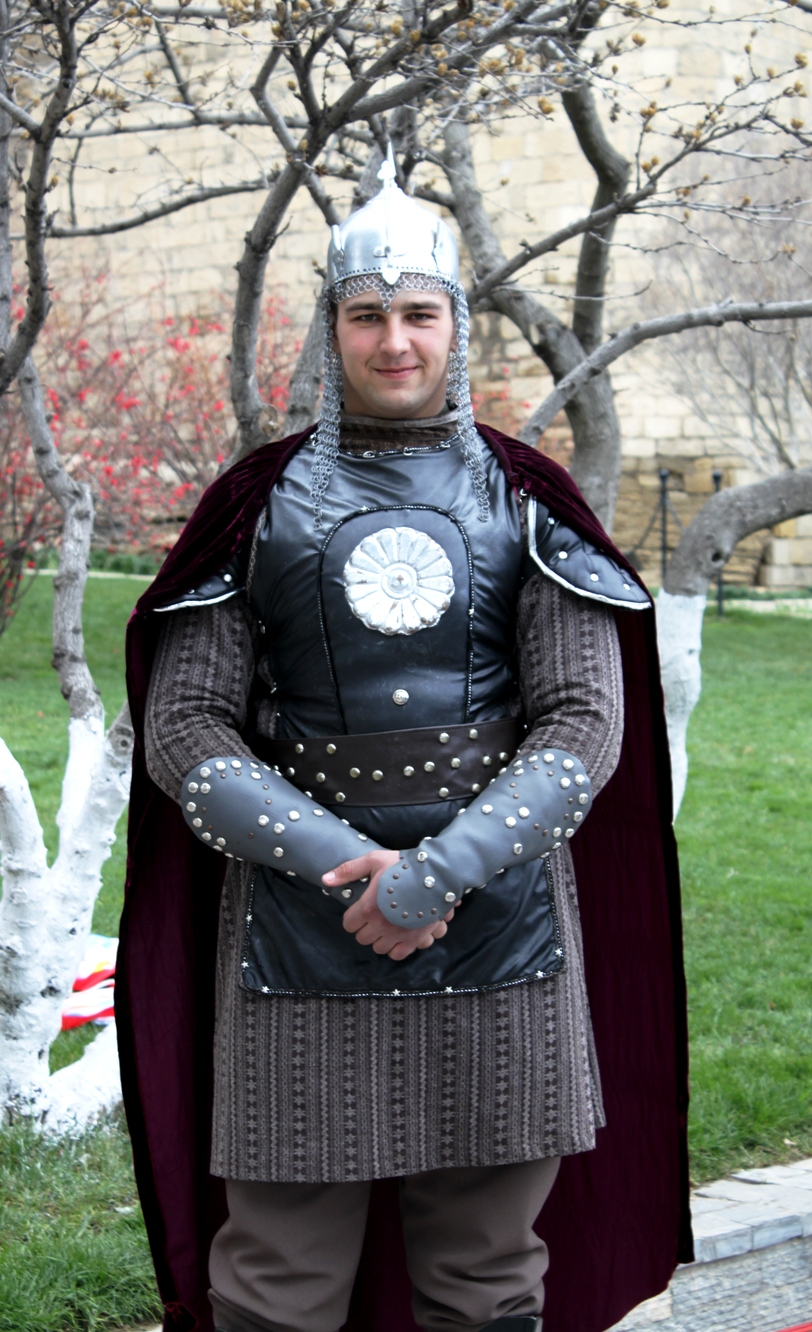
A középkori lovag hadiöltözete

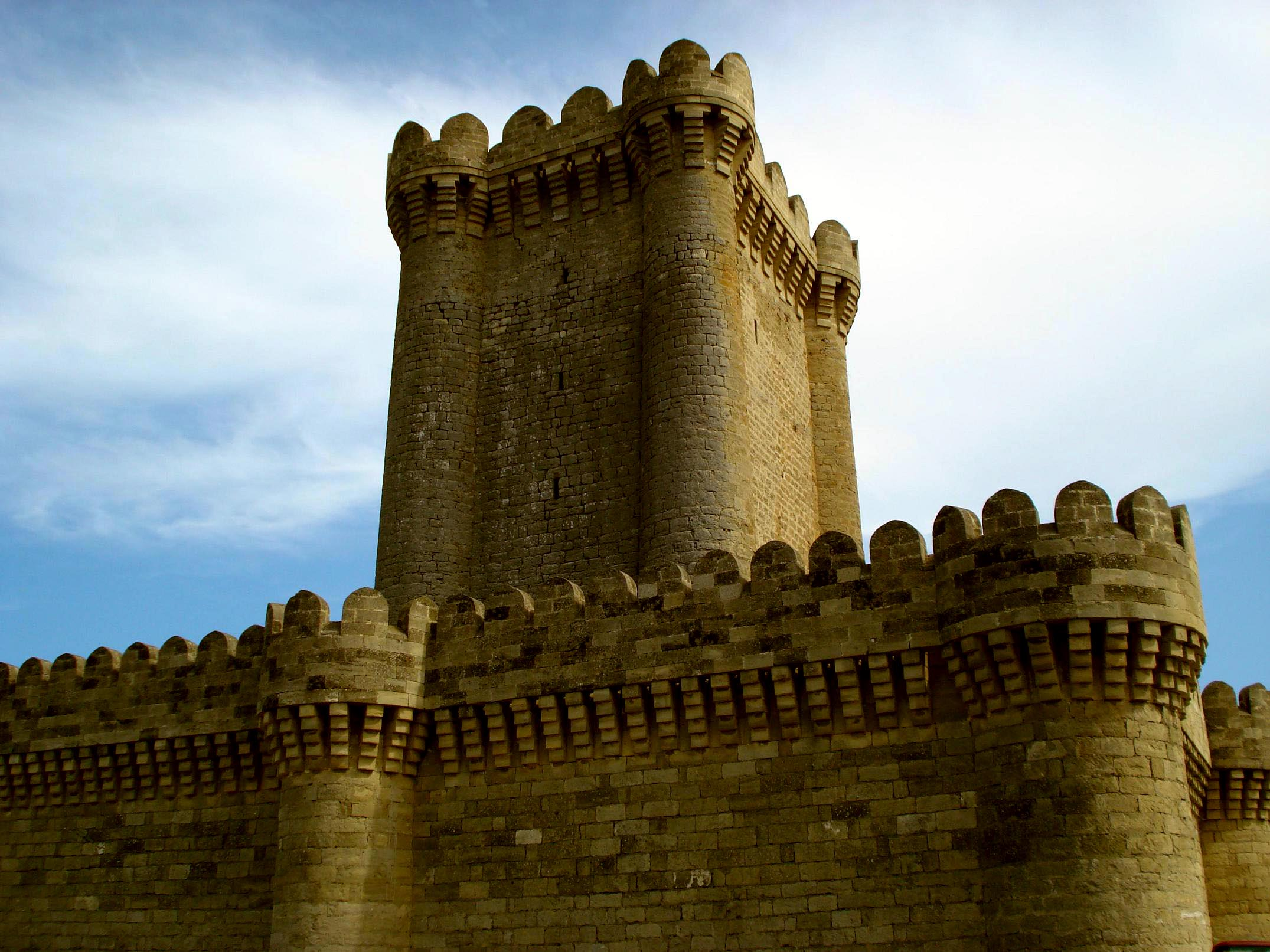
Mardakan erődje

Amikor az iszlám Omajjád Kalifátus legyőzte mind a Szászánidákat, mind Bizáncot, a kaukázusi Albánia vazallus állam lett. A Dzsavan Sir herceg vezette keresztény ellenállást 667-ben nyomták el. Az Abbászida Kalifátus lehanyatlása után a mai Azerbajdzsán területe különböző dinasztiák harctere lett: egymást váltották a szalaridák, a szadzsidák, a saddaditák, ravvadidák és a bújidák. A 11. század elején a terület fokozatosan a Közép-Ázsia felől benyomuló szeldzsuk törökök kezére került. Az első az oguz dinasztiák közül a gaznavida dinasztia volt, amely 1030 körül elfoglalta a mai Azerbajdzsán nagy részét.
A szeldzsukok birodalmában a helyi hatalmat atabégek gyakorolták, akik elméletileg a szeldzsuk szultán vazallusai voltak, a gyakorlatban maguk uralkodtak. A szeldzsuk török uralom idején helyi költők, például Nizámí Gandzsaví és Khagani Sirváni, felvirágoztatták a perzsa költészetet a mai Azerbajdzsán területén. A következő uralkodó dinasztia a Dzsalairida dinasztia volt, akik rövid életű uralmának Timur Lenk vetett véget. A sirvánsahok helyi dinasztiája Timur Lenk birodalmának vazallus állama lett és részt vett Timur háborújában az Arany Horda uralkodója, Toktamis ellen. Timur Lenk halála után két független, rivalizáló állam emelkedett ki: Karakojunlu és Akkojunlu. Akkojunlu szultánja, Uzun Haszan halálakor az egész mai Azerbajdzsán ura volt. Uralmát a sirvánsahok folytatták, akik helyi uralkodóként megőrizték jelentős autonómiájukat 861-től 1539-ig. A sirvánsahokat a szafavidák űzték el. Ez a síita dinasztia a szunnita lakosság körében megkísérelte a síita ágazat elterjesztését Azerbajdzsánban, miközben harcoltak a szunnita Oszmán Birodalom ellen.
Valamivel később, a szafavidák összeomlása után több független kánság emelkedett fel a mai Azerbajdzsánban. Folyamatos háborúskodás után ezeket a kánságokat végül Oroszország olvasztotta be. A türkméncsáji szerződésben a Perzsa Birodalom elismerte Oroszország szuverenitását a Jereváni Kánság, a Nahicseváni Kánság, valamint a Tális Kánság maradványai felett.

### Az első függetlenség és szovjet Azerbajdzsán

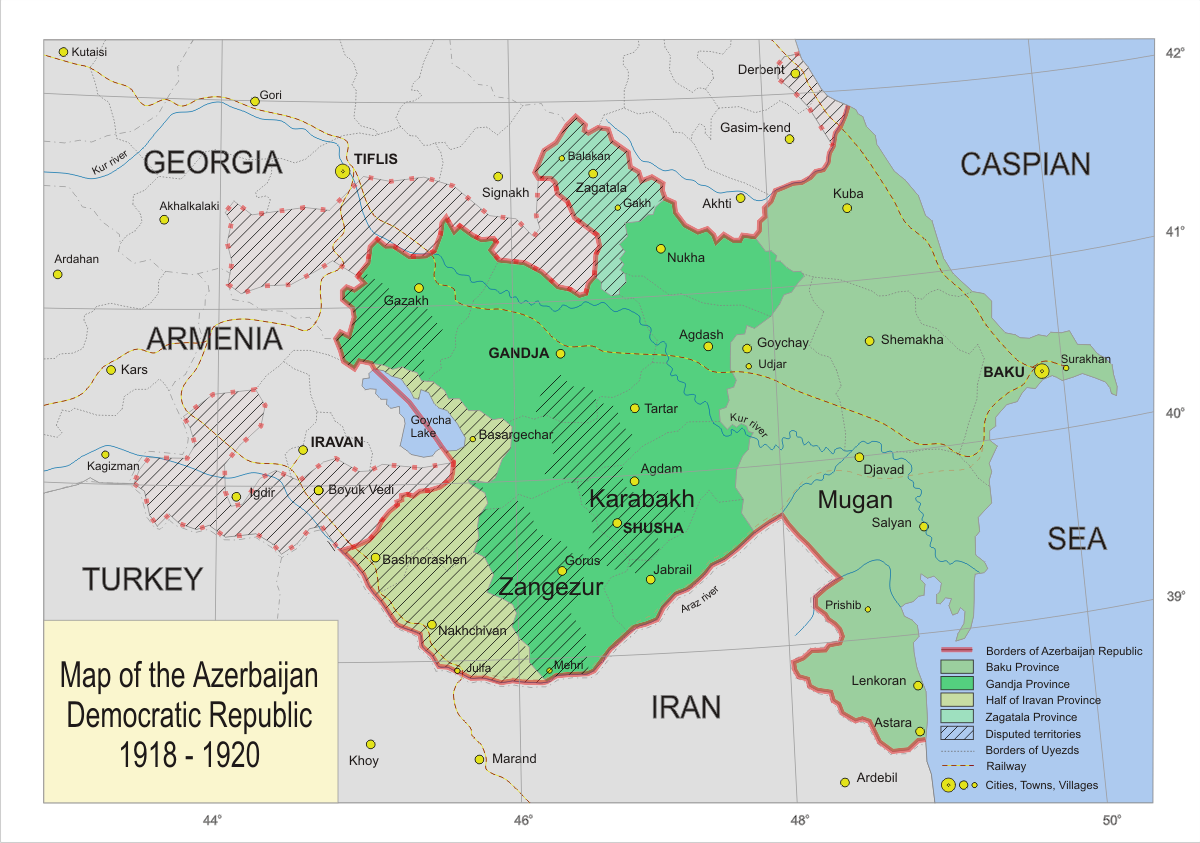
Azerbajdzsáni Demokratikus Köztársaság, 1918–1920

Amikor az Orosz Birodalom összeomlott az első világháborúban, Azerbajdzsán Örményországgal és Grúziával együtt része lett a rövid életű Transzkaukázusi Demokratikus Szövetségi Köztársaságnak. Amikor 1918 májusában a szövetség feloszlott, Azerbajdzsán kikiáltotta a független Azerbajdzsáni Demokratikus Köztársaságot. Ez volt az első demokratikus parlamentáris köztársaság a muszlim világban, de mindössze 23 hónap után a szovjet 11. hadsereg felszámolta 1920 áprilisában. A bolsevikok Bakuban kiáltották ki az Azerbajdzsáni Szovjet Szocialista Köztársaságot 1920. április 28-án.
1922-ben Azerbajdzsán, Örményországgal és Grúziával együtt, része lett a Transzkaukázusi Szovjet Szövetségi Szocialista Köztársaságnak, amely maga az újonnan alapított Szovjetunió tagállama volt. 1936-ban feloszlatták az Transzkaukázusi Köztársaságot és az Azerbajdzsáni Szovjet Szocialista Köztársaság egyike lett a Szovjetunió 12 (1940-től 15) tagállamának.
Az 1940-es években Azerbajdzsán látta el olajjal a Szovjetuniót. Majdnem 600 000 azerbajdzsáni harcolt a fronton a náci Németország ellen. Az Edelweiss hadműveletben Adolf Hitler megpróbálta elfoglalni a kaukázusi olajmezőket és Bakut, de minden támadását visszaverték. A németek komoly, de nagyrészt eredménytelen erőfeszítéseket tettek emigráns azeri politikusokkal való együttműködés kialakítására. Körülbelül 50, de lehetséges, hogy 70 ezer azeri a németek oldalára állva a szovjetek ellen harcolt, főleg az ún. Azeri Légió soraiban. Ez az egység súlyos háborús bűncselekményeket követett el Lengyelországban, ahol több tízezer civilt mészárolt le.

### Az új független Azerbajdzsán

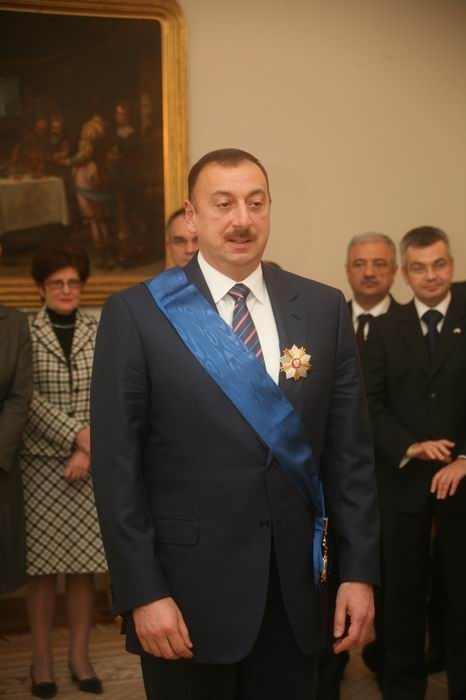
İlham Heydər oğlu Əliyev államfő

Amikor az Szovjetunió Kommunista Pártjának főtitkára, Mihail Gorbacsov kezdeményezte a glasznoszty politikáját, megnövekedett a nyugtalanság és etnikai feszültség a Szovjetunió különböző régióiban, legelőször Azerbajdzsán egyik régiójában, Hegyi-Karabahban. Zavargások törtek ki Azerbajdzsánban. Moszkva képtelensége arra, hogy megoldást találjon a felforrósodott konfliktusra, a Szovjetuniótól való elszakadási törekvéseket erősítette. Ezek a folyamatok közvetlenül vezettek a bakui „fekete január”-hoz. Abban az időben nevezték ki Ayaz Mütəllibovot az Azerbajdzsáni Kommunista Párt első titkárává.
1990 végén az Azerbajdzsáni Szovjet Szocialista Köztársaság Legfelsőbb Tanácsa kivette a Szovjet Szocialista szavakat az állam megnevezéséből, kikiáltotta a független Azerbajdzsáni Köztársaságot a Szovjetunión belül, és visszaállította az Azerbajdzsáni Demokratikus Köztársaság kissé módosított zászlaját állami jelképnek. 1991 elején Azerbajdzsán Legfelsőbb Tanácsa létrehozta az elnök intézményét, és Ayaz Mütəllibovot választotta meg köztársasági elnöknek. 1991. szeptember 8-án Ayaz Mütəllibovot országos választásokon választották elnökké. Ezen a választáson ő volt az egyetlen jelölt. 1991. október 18-án Azerbajdzsán Legfelsőbb Tanácsa kikiáltotta Azerbajdzsán függetlenségét, amit népszavazás hagyott jóvá 1991 decemberében, amikor a Szovjetunió hivatalosan feloszlott.
A függetlenség első éveit beárnyékolta a szomszédos Örményországgal Hegyi-Karabahért vívott háború. 1994 végi állapot szerint Azerbajdzsán elvesztette nemzetközileg elismert területének 16%-át, beleértve Hegyi-Karabahot. 1993-ban a demokratikusan megválasztott Əbülfəz Elçibəy elnököt Surət Hüseynov ezredes vezette katonai puccs távolította el a hatalomból. Az új elnök Szovjet-Azerbajdzsán korábbi vezetője, Heydər Əliyev lett. 1994-ben Surət Hüseynov, aki akkoriban miniszterelnök volt, újabb katonai puccsot kísérelt meg, ezúttal Heydər Əliyev ellen, de sikertelenül. Elfogták és árulásért elítélték. 1995-ben egy másik puccskísérlet volt, a katonai rendőrség parancsnoka, Rövşən Cavadov vezette, de az eredménye az lett, hogy megölték Cavadovot és feloszlatták Azerbajdzsán katonai rendőri erőit.
Əliyevnek elnöksége alatt sikerült csökkentenie a munkanélküliséget, megfékezte a bűnöző csoportokat, létrehozta a független államiság alapvető intézményeit, stabilitást, békét hozott, megnőttek a külföldi beruházások, de az ország a kormányzati bürokrácia nagymértékű korrupciójától szenvedett. 1998-ban Əliyevet újraválasztották. A gazdaság fejlődött, különösen az Azəri-Çıraq-Günəşli olajmező és a Şah Deniz-gázmező kiaknázása révén. Közben Əliyev elnöksége egyre népszerűtlenebb lett a szavazók előtt, a széles körű korrupció és az autokratikus, diktatórikus rezsim miatt. Ugyanezek a súlyos kritikák érik elnökké választása óta İlham Əliyev korábbi miniszterelnököt, Heydər Əliyev fiát. Kiderült az is, hogy az Əliyev-rezsim három milliárd dolláros, brit bankokon keresztül megforgatott és tisztára mosott korrupciós alapot hozott létre, amiből nyugati újságírókat és politikusokat vásárolt meg, hogy azok az ország érdekében nyilatkozzanak vagy befolyásoljanak döntéseket. Az ügy magyar vonatkozása, hogy 2012-ben több, mint hét millió dollár érkezett egy azeri politikus fiához köthető offshore cég magyarországi bankszámlájára, amikor tisztázatlan körülmények hatására kiadták Azerbajdzsánnak Ramil Səfərov azeri katonatisztet, aki egy 2004-es magyarországi továbbképzés idején egy baltával álmában agyonverte Gurgen Margarján örmény katonatisztet a katonák szállásán. Safarovot emiatt Magyarországon elítélték, majd Azerbajdzsánban szabadon engedték és hősként ünnepelték, ami jelentős nemzetközi botrányt kavart. A magyar kormányzat tagadott bármilyen összefüggést az események között. Azerbajdzsán válaszában a magyar kormány ekkori Soros György elleni propagandakampányához hasonlóan Soros „örménylobbiját” vélelmezte az országát támadó korrupciós vádak mögött.
Az ország szövetségese a térségben Törökország.

## Politika és közigazgatás

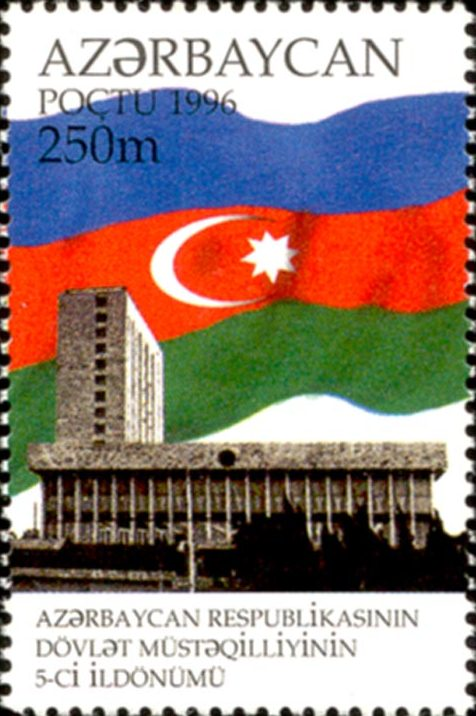
A parlament épülete egy postabélyegen (1996)

Az Azerbajdzsáni Demokratikus Köztársaság a muszlim világ első világi köztársasága volt. 1918-ban jött létre, de 1920-ban a Szovjetunió részévé vált. Azerbajdzsán 1991-ben nyerte vissza a függetlenségét. Nem sokkal ezután a hegyi-karabahi háború során a szomszédos Örményország elfoglalta a túlnyomó részt örmények által lakott Hegyi-Karabah területét, a környező településeket, valamint Karki, Yuxarı Əskipara, Barxudarlıés Sofulu (Qazax) enklávékat. Ezalatt Azerbajdzsán megszerezte Arcvasen exklávé területét. Annak ellenére, hogy a Hegyi-Karabah Köztársaság függetlenségét hivatalosan egyetlen állam és szervezet sem ismeri el, és mindenki Azerbajdzsán területeként kezeli, de facto a háború óta mégis független államként működik.
Azerbajdzsán ősi kultúrával rendelkező világi köztársaság. Egyike a hat független türk államnak, és aktív tagja mind a Türk Bizottságnak, mind pedig a türk kultúrával és művészettel foglalkozó TÜRKSOY közösségnek. Azerbajdzsán 158 állammal tart fenn diplomáciai kapcsolatot, és 38 nemzetközi szervezetnek a tagja. A GUAM, a Kémiai Fegyverek Betiltásáért Szervezet, valamint a Független Államok Közösségének az alapító tagja. 2006. május 9-én az ENSZ BT beválasztotta az újonnan megalapított Emberi Jogi Bizottság tagjai közé. Jelen van az országban az Európai Bizottság egyik különmegbízottja. Az ország többek között tagja még az ENSZ-nek, az EBESZ-nek, a NATO Partnerség a Békéért programjának. Azerbajdzsán az el nem kötelezett országok egyike, és megfigyelői státusszal rendelkezik a Kereskedelmi Világszervezetnél.
Azerbajdzsán alkotmánya nem tesz utalást arra, hogy az országnak lenne hivatalos vallása, de a lakosok többsége az iszlám síita ágához tartozónak vallja magát. Ennek ellenére a vallás manapság is sokkal inkább a kultúra és az etnikumhoz való tartozás kérdése, és Azerbajdzsán így is az egyik legliberálisabb muszlim többségű államnak számít. A kelet-európai országokhoz és a FÁK többi tagállamához képest Azerbajdzsánban az emberi fejlettségi index, a gazdasági fejlettség, az életszínvonal magas, míg az analfabetizmus, a munkanélküliségi ráta és a nemzetközi szervezett bűnözés jelenléte alacsony. 2012. január 1-jétől az ország az ENSZ BT egyik választott tagja volt két évig.

### Emberi jogok, jogállamiság
Az ország irányítása a tekintélyelvű rezsim, a 2003 óta elnöki posztot betöltő İlham Əliyev és tágabb családja kezében összpontosul. A korrupció burjánzik, és a formális politikai ellenzéket meggyengítette az évek óta tartó üldöztetés.
Az Egyesült Államok külügyminisztériumának 2020-as jelentése az emberi jogok megsértésének széles skálájával vádolta az azerbajdzsáni kormányt, beleértve az igazságszolgáltatás függetlenségével kapcsolatos problémákat, az "önkényes emberölést", a magánéletbe való beavatkozást, a szexuális irányultságon alapuló rendőri brutalitást, az újságírók elleni erőszakot, "a véleménynyilvánítás, a sajtó és az internet szabadságának szigorú korlátozását".
Más szervezetek a helyi hatóságokat önkényes letartóztatásokkal, súlyos veréssel, kínzással, és emberek eltüntetésével vádolják. A független hírügynökségek létezése ellenére a kormányt kritizáló újságírókat gyakran súlyosan zaklatják, bebörtönzik és fizikailag bántalmazzák.

### Alkotmány, államforma
Az ország félelnöki rendszerű, unitárius köztársaság.
Az alkotmányt 1995-ben bocsátották ki.

### Törvényhozás, végrehajtás, igazságszolgáltatás
A törvényhozó hatalmat az egykamarás nemzetgyűlés és a Legfelsőbb Nemzetgyűlés birtokolja. A végrehajtó hatalmat az elnök és a miniszterelnök tölti be. Az elnök felhatalmazást kap a kabinet megalakítására, amely kollektív végrehajtó testület az elnöknek és az országgyűlésnek tartozik felelősséggel.
Az azerbajdzsáni parlament, az úgynevezett Milli Majlis, 125 képviselőből áll, akiket szavazással választanak meg és minden egyes megválasztott tag mandátuma öt évre szól.

### Közigazgatási beosztás
| - 59 körzet vagy járás (Rayon, tbsz. Rayonlar): - Abşeron járás(Xırdalan), - Ağcabədi járás, - Ağdami járás, - Ağdaşi járás, - Ağstafai járás, - Ağsui járás, - Astarai járás, - Balakəni járás, - Beyləqani járás, - Bərdəi járás, - Biləsuvar járás, - Cəbrayıl járás, - Cəlilabadi járás, - Daşkəsəni járás, - Dəvəçi járás, - Füzuli járás, - Gədəbəyi járás, - Goranboyi járás, - Göygöli járás, - Göyçayi járás, - Hacıqabuli járás (Qazı Məmməd), - İmişli járás, - İsmayıllı járás, | - Kəlbəcəri járás, - Kürdəmiri járás, - Kashatagi járás, - Laçıni járás, - Lənkərani járás, - Leriki járás, - Masallı járás, - Neftçalai járás, - Oğuzi járás, - Qəbələi járás, - Qaxi járás, - Qazaxi járás, - Qobustani járás (Mərəzə), - Qubai járás, - Qubadlı járás, - Qusari járás, - Saatlı járás, - Sabirabadi járás, - Şəki járás, - Salyani járás, - Şamaxı járás, - Samuxi járás (Nəbiağalı), - Siyəzəni járás, - Şəmkiri járás, - Şuşai járás, | - Tərtəri járás, - Tovuzi járás, - Ucari járás, - Xaçmazi járás, - Xanlari járás, - Xızı járás, - Xocalı járás, - Xocavəndi járás, - Yardımlı járás, - Yevlaxi járás, - Zəngilani járás, - Zaqatalai járás, - Zərdabi járás - 11 körzeti jogú város (Şəhər, tbsz. Şəhərlər): Bakı, Əli Bayramlı, Gəncə, Lənkəran, Mingəçevir, Naftalan, Sumqayıt, Şəki, Şuşa, Xankəndi, Yevlax. - 1 autonóm köztársaság (Muxtar Respublika): Nahicseván, mely 7 további körzetre – Babəki járás, Culfai járás, Kəngərli járás (Qıvraq), Ordubadi járás, Sədərəki járás, Şahbuzi járás, Şəruri járás – és egy városra – Naxçıvan – oszlik. |  |

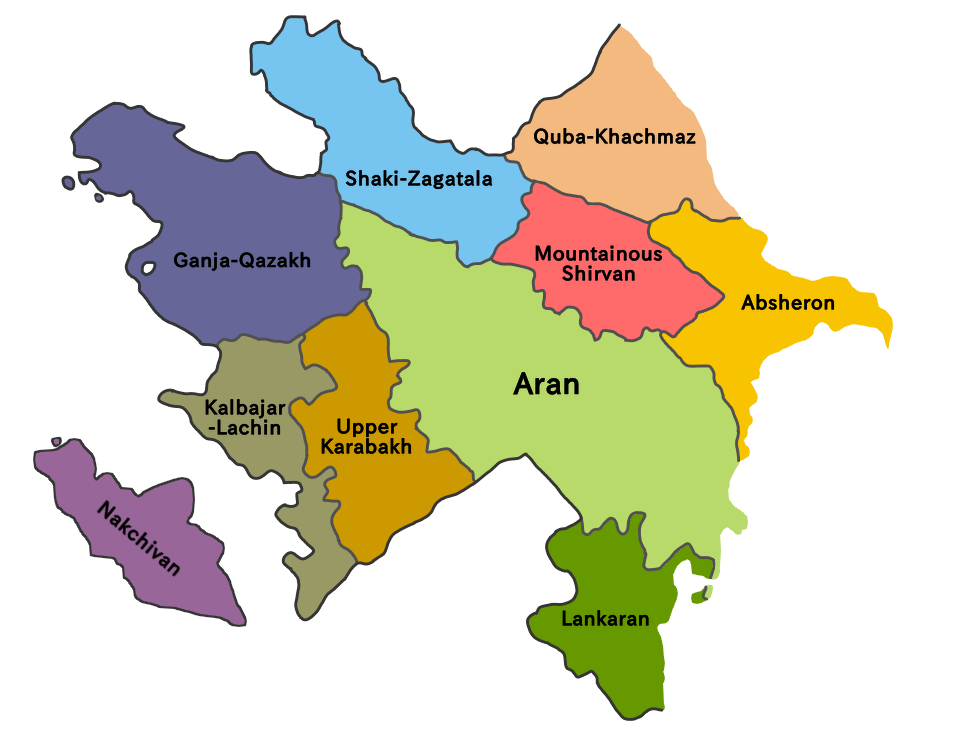
Azerbajdzsán 10 régiója

## Demográfia

A Kaukázus vidékének etnikumai

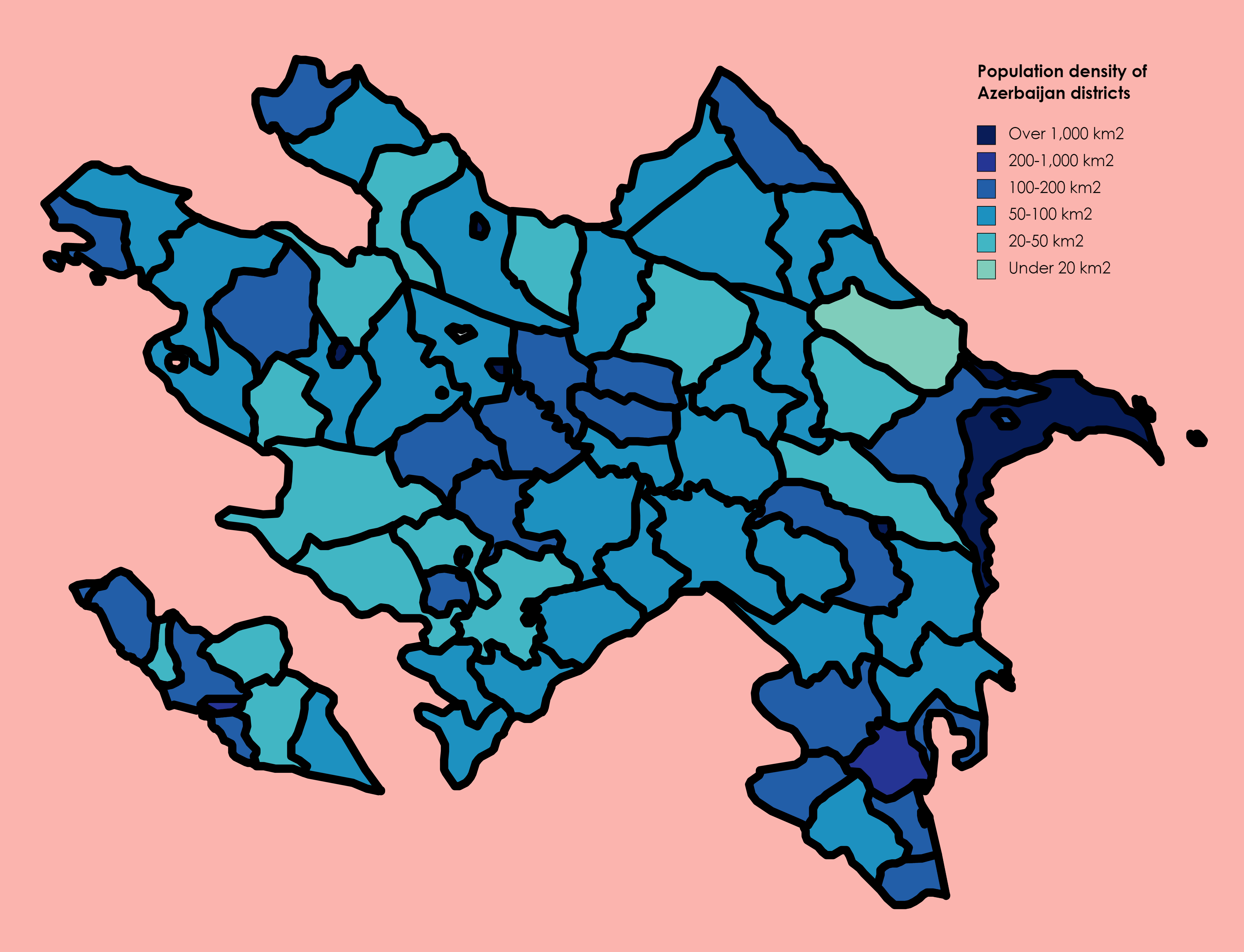
Azerbajdzsán népsűrűsége 2011-ben

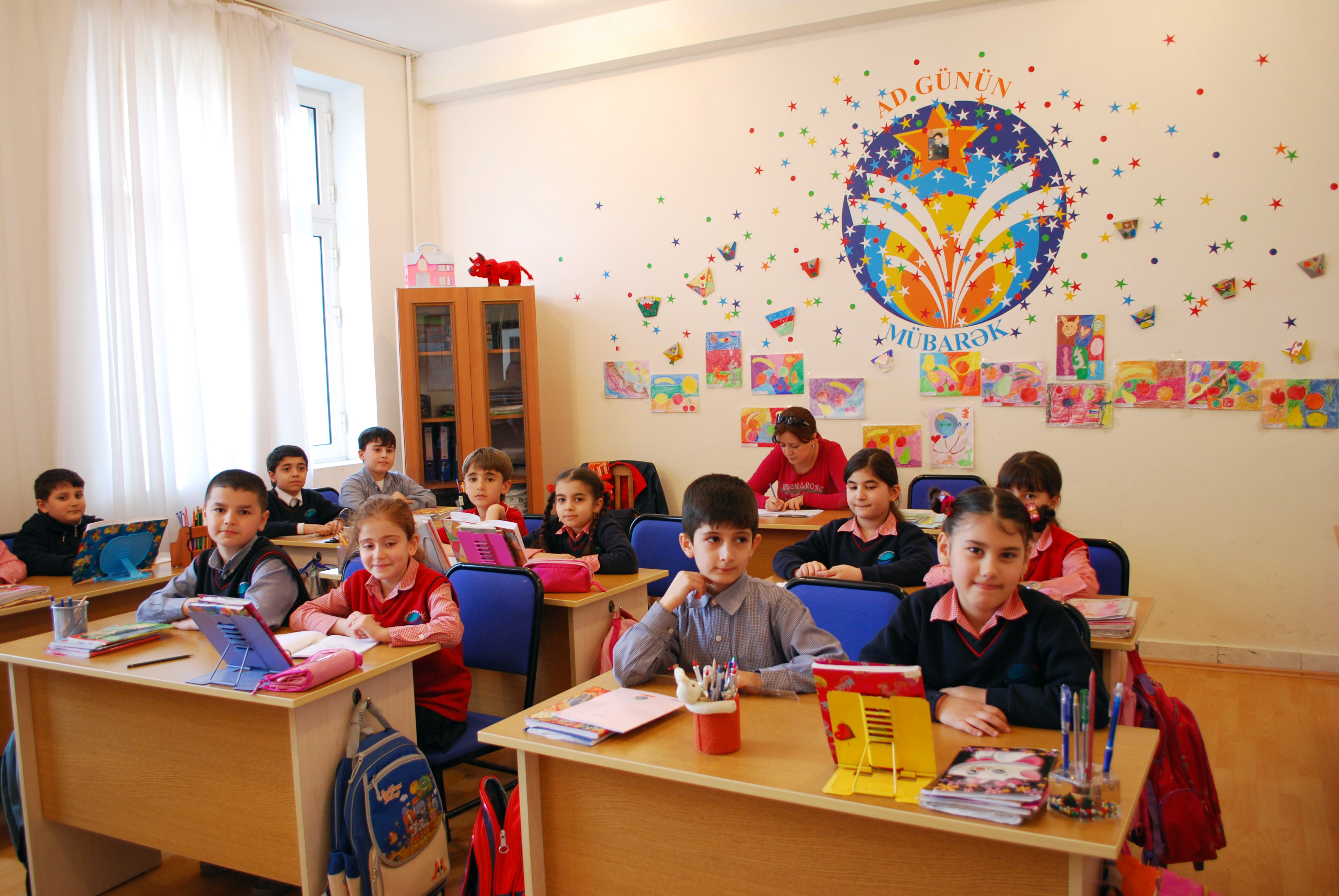
Azeri gyerekek

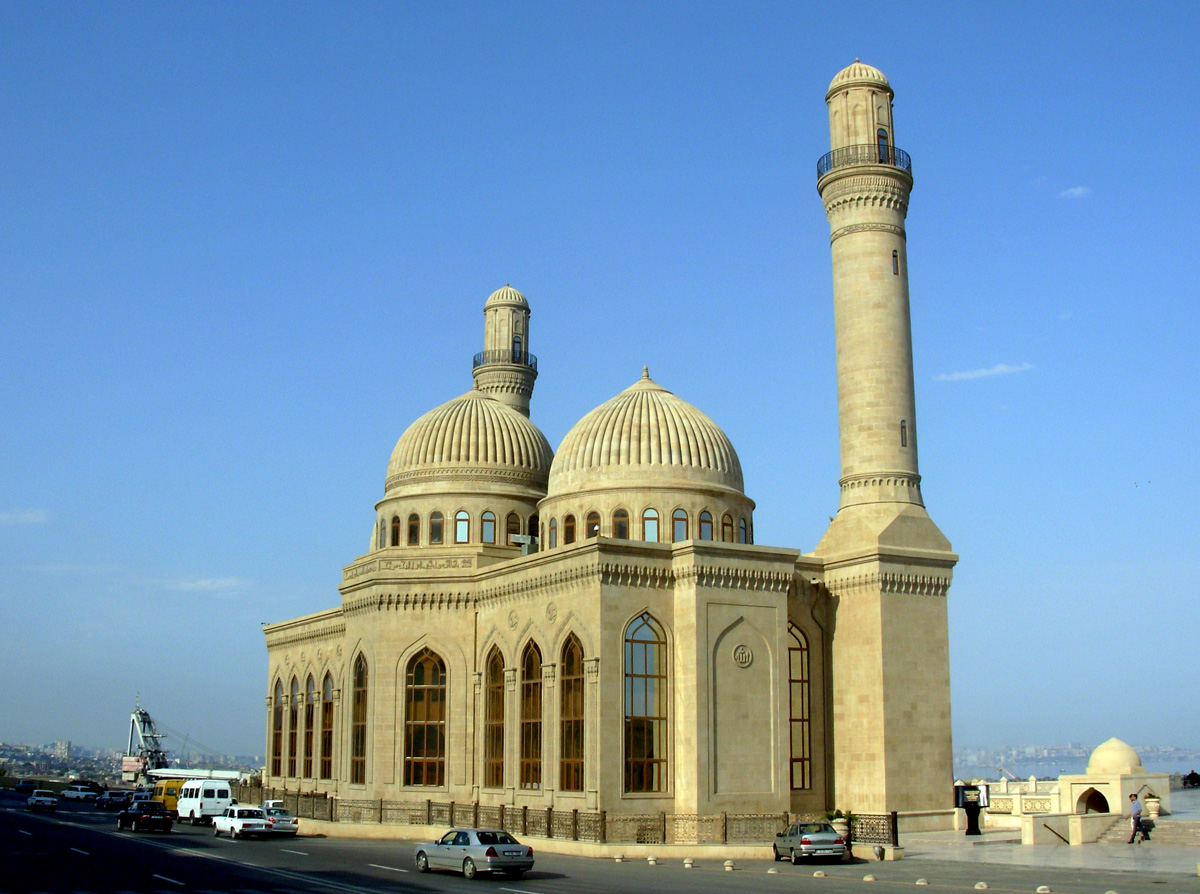
Bibi Heybat mecset, Baku

Az ország népessége 2022. március 1-én 10,1 millió fő.

### Népességváltozása
Népességének növekedése 1960 és 2020 között :

| Év   | Népesség (millióban) | Népsűrűség (fő/km²) |
| ---- | -------------------- | ------------------- |
| 1960 | 3,9 M                | 47                  |
| 1970 | 5,2 M                | 63                  |
| 1980 | 6,1 M                | 75                  |
| 1990 | 7,2 M                | 87                  |
| 2000 | 8,1 M                | 98                  |
| 2010 | 9,1 M                | 110                 |
| 2020 | 10,1 M               | 120                 |

### Általános adatok
- Születéskor várható élettartam (2016): 72,5 év (férfiak 69,5 év, nők 75,8 év[51]
- 2022 márciusában a népességének közel 53%-a városi lakos, a fennmaradó 47%-a pedig vidéki.[48]

### Legnépesebb települések
Baku 2,4 millió fő (2015) Gəncə, Sumqayıt, Mingəçevir, Şəki, Naxçıvan stb.
Fő cikk: Azerbajdzsán városai

### Etnikai megoszlás
- Népcsoportok:

1. azeri – 91,6%[53]
2. lezg – 2,0%[53]
3. talis – 1,3%[53]
4. örmény – 1,3% (Az örmények a Hegyi-Karabahi részben laknak. Ez a terület vita tárgya Azerbajdzsán és Örményország között.[53])
5. orosz – 1,3%[53]
6. egyéb – 0,1%[53]

### Nyelv
A hivatalos nyelv az azeri, amely egy török nyelv. Az azerit a lakosság körülbelül 92%-a beszéli anyanyelvként.
Oroszul és örményül is beszélnek (utóbbit csak a Hegyi-Karabahban); amely nyelvek a lakosság kb. 1,5%-ának az anyanyelve. Az országban anyanyelvként egy tucat másik kisebbségi nyelvet is beszélnek.

### Vallás
Vallásilag iszlám a lakosság 97-99%-a (ebből 85% síita és 15% szunnita), ortodox keresztény – 1-3%.
Az országot a legvilágibb muszlim országnak tartják. A Gallup 2006–2008-as közvélemény-kutatásában az azerbajdzsáni válaszadók mindössze 21%-a nyilatkozott úgy, hogy a vallás fontos része a mindennapi életének.
Egyes vallási közösségeket korlátoznak a vallásszabadságban. Az Egyesült Államok külügyminisztériumának a jelentése megemlíti bizonyos muszlim és keresztény csoportok tagjainak a letartóztatását. Köztük említik a Jehova Tanúi, az evangelikál keresztények és más, erősen missziós jellegű csoportok elleni fellépést.

## Gazdaság

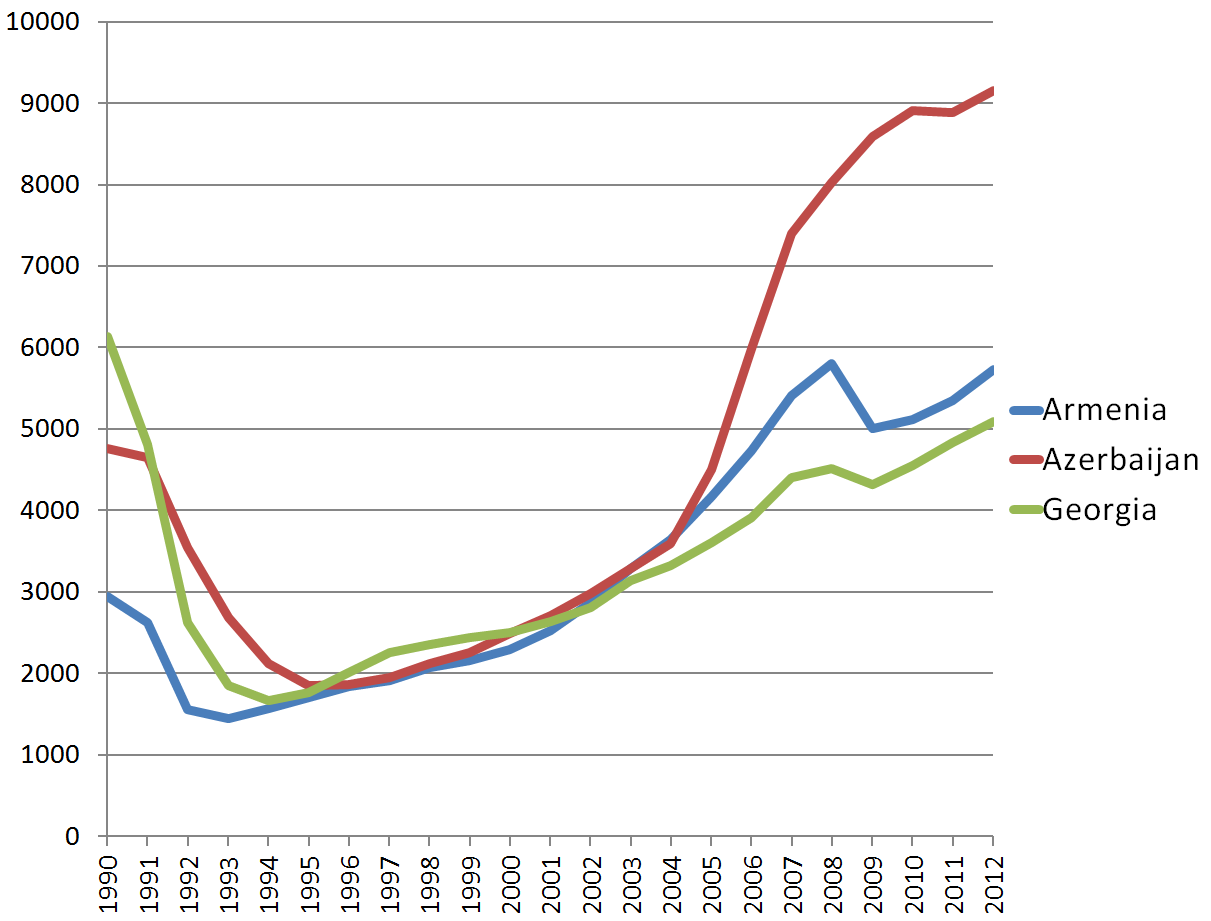
Az egy főre eső GDP változása 1990 és 2012 között Azerbajdzsánban (piros vonal), összehasonlítva Grúziával (zöld) és Örményországgal (kék vonal)

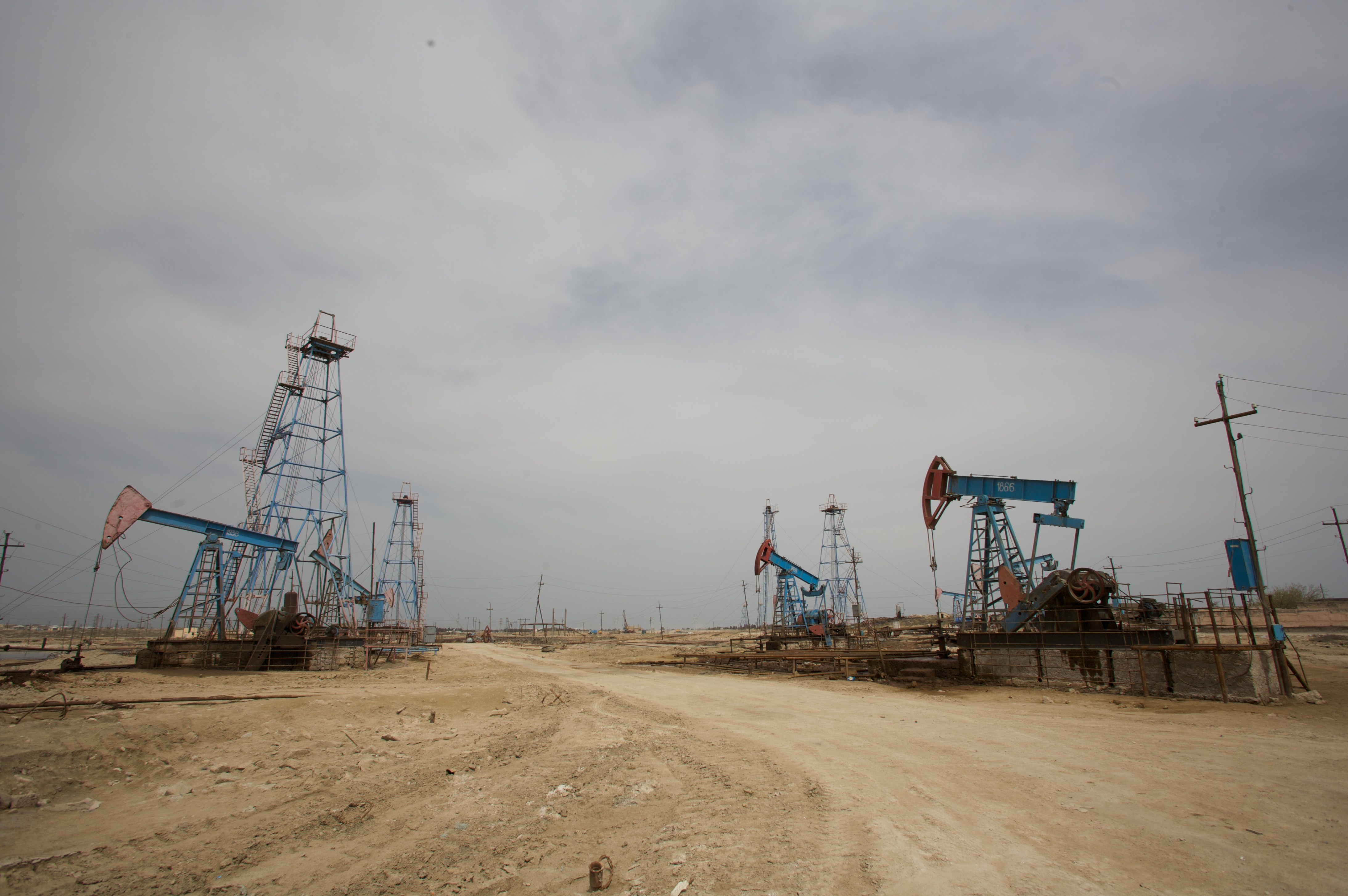
Azeri olajkutak

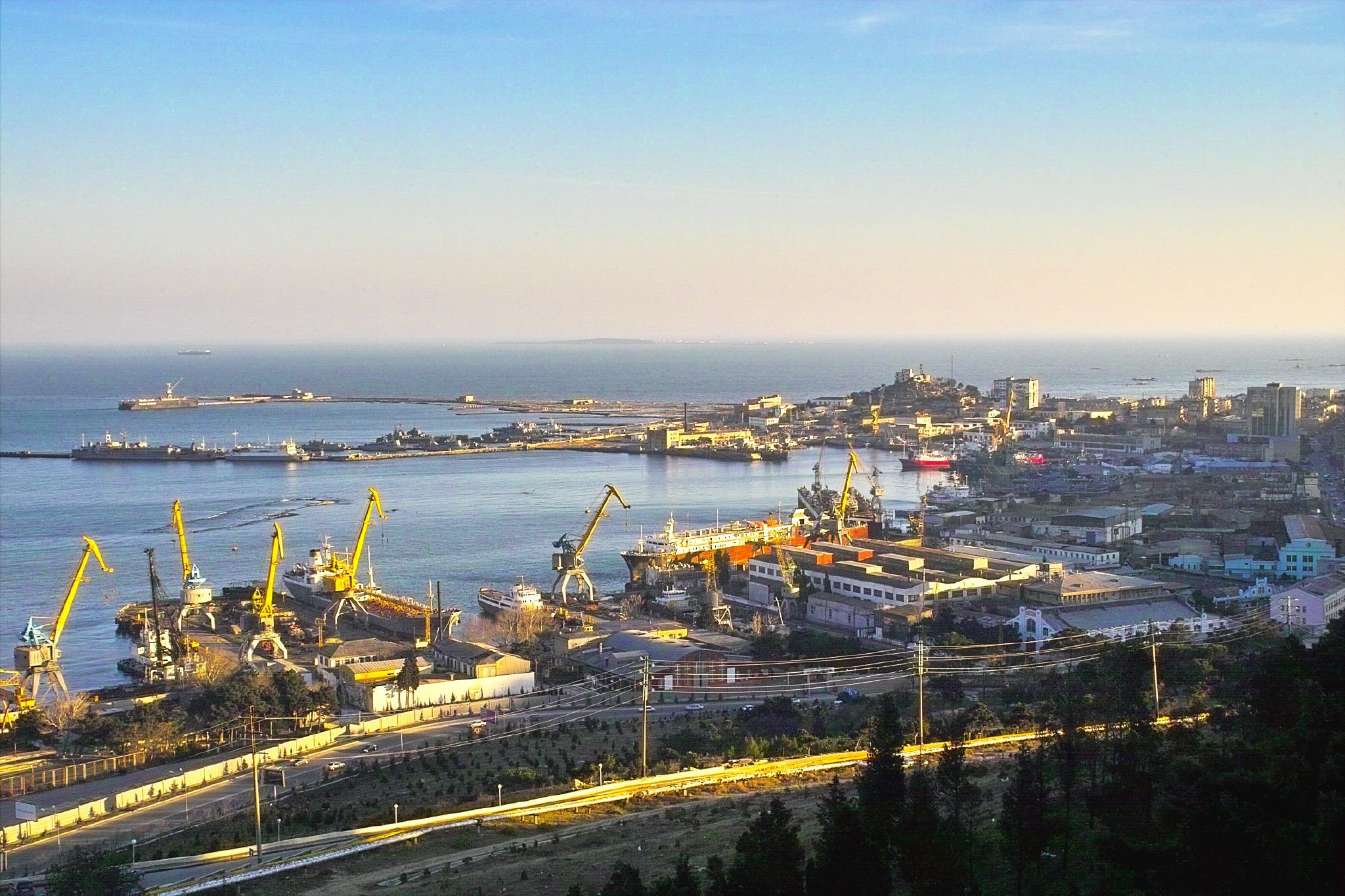
Baku kikötője

- Munkanélküliségi ráta: 5% (2016), 5,3% (2015) [62].
- A munkaerő foglalkozása (2015): mezőgazdaság: 37%, ipar: 14,3%, szolgáltatások: 48,9% [62].
- A GDP összetétele szektoronként (2016): mezőgazdaság: 7,2%, ipar: 49,6%, szolgáltatások: 43,3% [62].

### Mezőgazdaság
- Legfontosabb termesztett növények: szőlő, zöldség, búza, gyapot, dohány, gyümölcs, burgonya [62]

Mezőgazdasága fejlett, a földek jelentős részén csak öntözéses gazdálkodás folytatható. E földterületek nagy részén gyapotot termelnek. Számottevő a dohánytermelése, de fontos a kaucsuktartalmú gvajula, az olajfa, a sáfrány és a kellemes ízű, majdnem szagtalan olajat adó szezám. Az ország déli részén rizstermesztés is van. Szőlői és gyümölcsöskertjei híresek. Az északi részen nagy almáskertek vannak. ÉNy-on, Seki környékének földimogyoró és szelídgesztenye termelése számottevő. Délen citromot, narancsot is termelnek és teaültetvények is vannak. 
- Legfontosabb tenyésztett állatok: juh, kecske, szarvasmarha.[62] Elsőrendű szerepe van a juhnak.[16]

### Ipar
- Legfontosabb bányászati termékei a kőolaj és a földgáz. Kiemelhető még a vas és a bauxit is.
- Feldolgozóipar: kőolaj-finomítás, vegyipar, vas- és acélgyártás, alumíniumkohászat, élelmiszeripar (tej- és húsipar), textilipar, elektrotechnika
- A Kaszpi-tenger partvidéke gazdag szénhidrogénekben, amelyeket a fejlett vegyipar dolgoz fel.

#### Kereskedelem
- Kiviteli cikkek: főleg kőolaj és földgáz, továbbá gyapot, textiláru, szőlő, élelmiszer
- Behozatali cikkek: feketeszén, gépek és berendezések, fémek, műtrágya, vegyszerek

Legfontosabb külkereskedelmi partnerek (2015):
Export:  Olaszország – 19,7%,  Németország – 10,7%,  Franciaország – 7,5%,  Izrael –7%, Csehország 4– ,8%, Indonézia – 4,2%.
- Import:  Oroszország –15,6%,  Törökország – 12,7%,  USA – 9,2%,  Németország – 7,5%,  Olaszország – 6,4%, Japán – 6,1%, Egyesült Királyság – 6%, Kína – 5,6%.

### Dinamikus növekedés

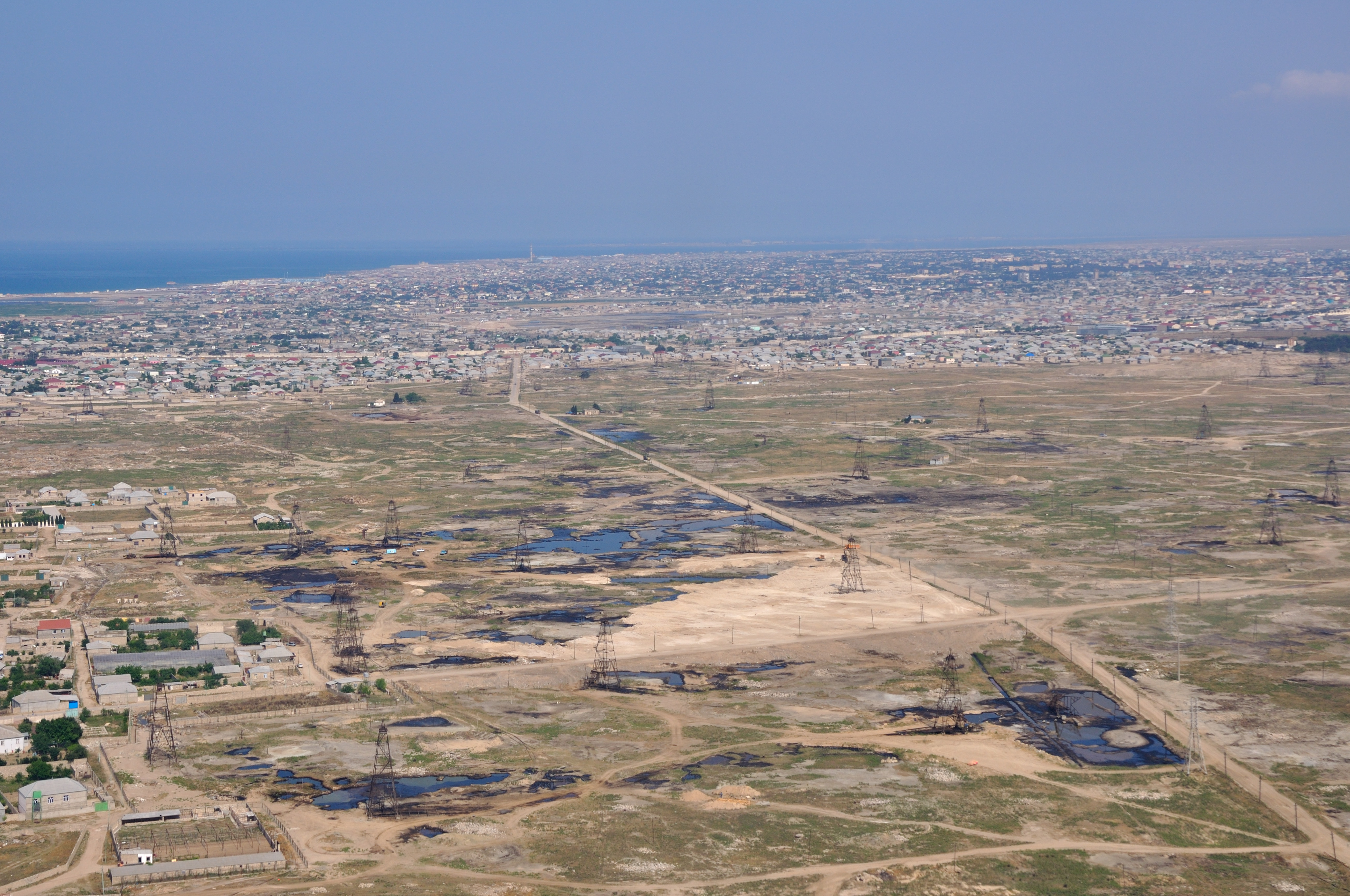
Olajfúrótornyok Baku közelében

Azerbajdzsánban jelentős kőolaj- és földgáztartalékok vannak, ám azok kiaknázása csak a 2000-es években indult be, az évtized elején még orosz gázimportra szorult az ország. Olajkitermelőként a 20–21., gáztermelőként pedig a 31. ország a világon, gáztermelése az eurázsiai összesített mennyiségnek kevesebb mint 2 százaléka. A Şah Deniz-gázmező az ország legnagyobb lelőhelye.
Azerbajdzsánban az ún. nem-olaj szektor fejlesztése révén egyre inkább javul a vállalkozási környezet, egyszerűsödnek a vállalkozások megalakulására és működésére vonatkozó szabályozások. A Nemzeti Vállalkozásfejlesztési Alapból 2009-ben 130 millió azeri manatot (AZN), azaz mintegy 113 millió eurót fordítottak a vállalkozások támogatására. Az országnak elsősorban korszerű technológiára és know-how-ra van szüksége az ún. nem-olaj szektor fejlesztése érdekében.
A Világbank számításai szerint amennyiben Azerbajdzsán 2020-ra meg akarja duplázni az egy főre jutó GDP-jét, akkor a 40-szeresére kellene növelnie az egy főre jutó ún. nem-olaj termékekből álló exportját. Ennek a célnak az eléréséhez az energiahordozók exportjából származó jövedelmeknek köszönhetően külső erőforrásokra nincs szüksége az országnak.

Létező és tervezett csővezetékek

A gazdasági növekedés eredményeként a havi átlagbér 8,6%-kal emelkedett és 2009 végére elérte a 298 manatot (260 euró). Az átlagos havi nyugdíj értéke 100 manat (87 euró), a minimálbér 75 manat (65 euró). A szegénységi ráta 13,2%-ról 11%-ra csökkent.
A régiók gazdasági-szociális fejlesztésének keretében az országban 75 ezer új munkahelyet hoztak létre.
A világgazdasági válság hatására a 2010. évi tervezett költségvetés bevételi oldala 17%-kal, a kiadási oldala 9%-kal csökkent az előző évhez képest. A bevételi oldal 10 Mrd AZN (12,2 Mrd USD) és kiadási oldala 11,23 Mrd AZN (13,7 Mrd USD). Eközben az ország vezetése igyekszik a szociális kiadásokat szinten tartani.
Az Örményországgal – a hegyi-karabahi konfliktus következtében – tartóssá vált hadiállapot miatt az ország védelmi és hadiipari kiadásai jelentősek, elérik a költségvetés 10-11%-át. Azerbajdzsán saját védelmi ipara kialakítása érdekében együttműködik Törökországgal és Izraellel.
Azerbajdzsán támogatásáról biztosította a Nabucco gázvezeték megépítését, előzetesen 7-8 milliárd m³ földgáz biztosítását helyezte kilátásba az induláshoz. Ugyanakkor Azerbajdzsán többször jelezte, hogy nagyobb határozottságot és áttörést vár a Nabucco gázvezeték megépítése kapcsán, az EU részéről kevesebb politikát és több gyakorlati intézkedést tart kívánatosnak.

## Közlekedés

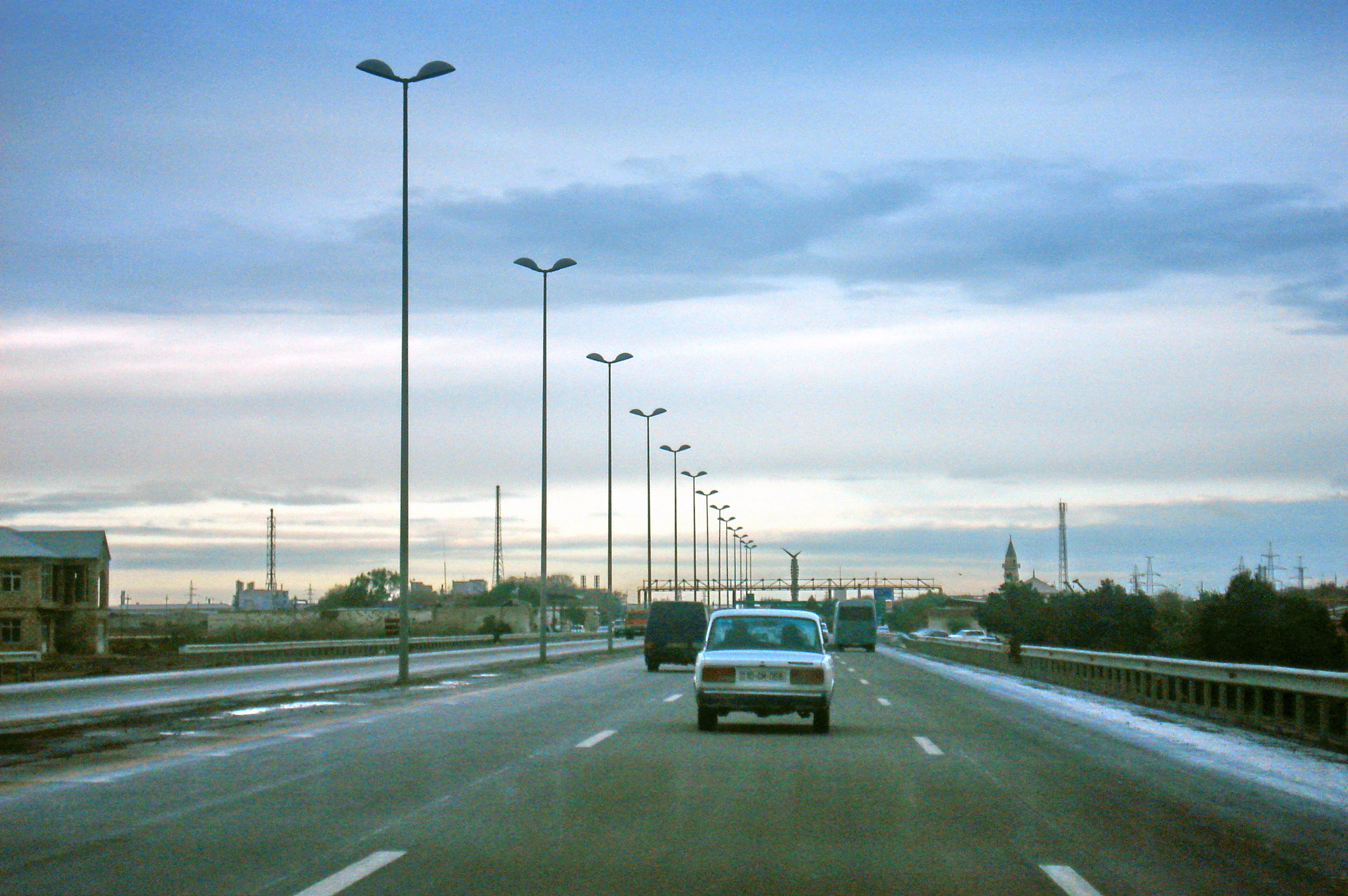
Főút Sumqajit-nál

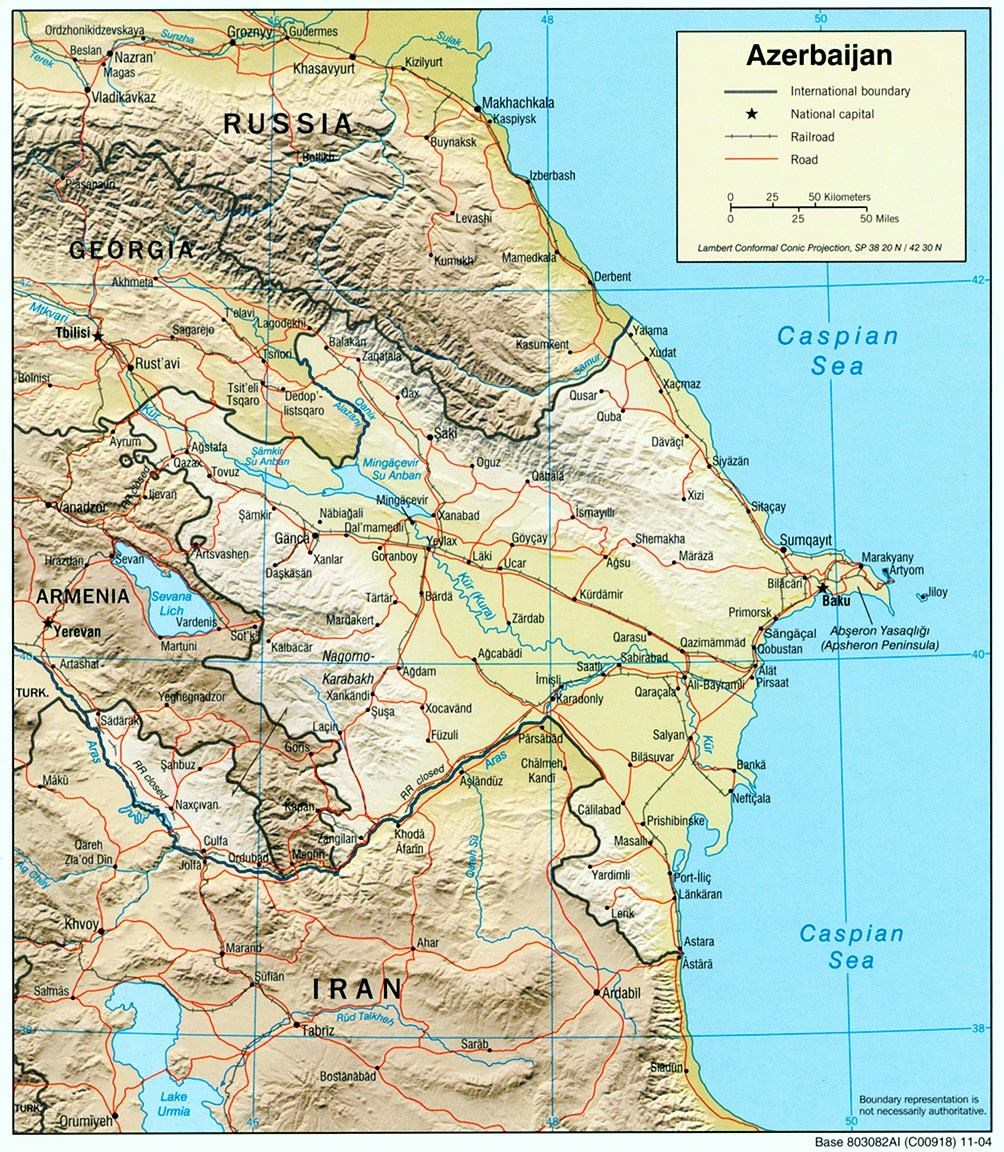
Azerbajdzsán közúti és vasúti térképe

### Közút
- Közútvonalak hossza: 59 142 km, ebből 2013-ban burkolt 29 210 km.

### Vasút
- Vasútvonalak hossza: 2122 km

### Légi közlekedés
2008-ban a repülőterek száma: 37, ebből burkolt pályájú 30. A legfőbb reptér Bakutól 20 km-re északkeletre fekszik: Heydər Əliyev nemzetközi repülőtér

### Vízi közlekedés
Legfontosabb kikötők: Baku, Dübəndi, Sumqayıt, Lənkəran (Lankaran).

## Telekommunikáció
| Hívójel prefix | 4J-4K |
| ITU zóna       | 29    |
| CQ zóna        | 21    |

## Kultúra

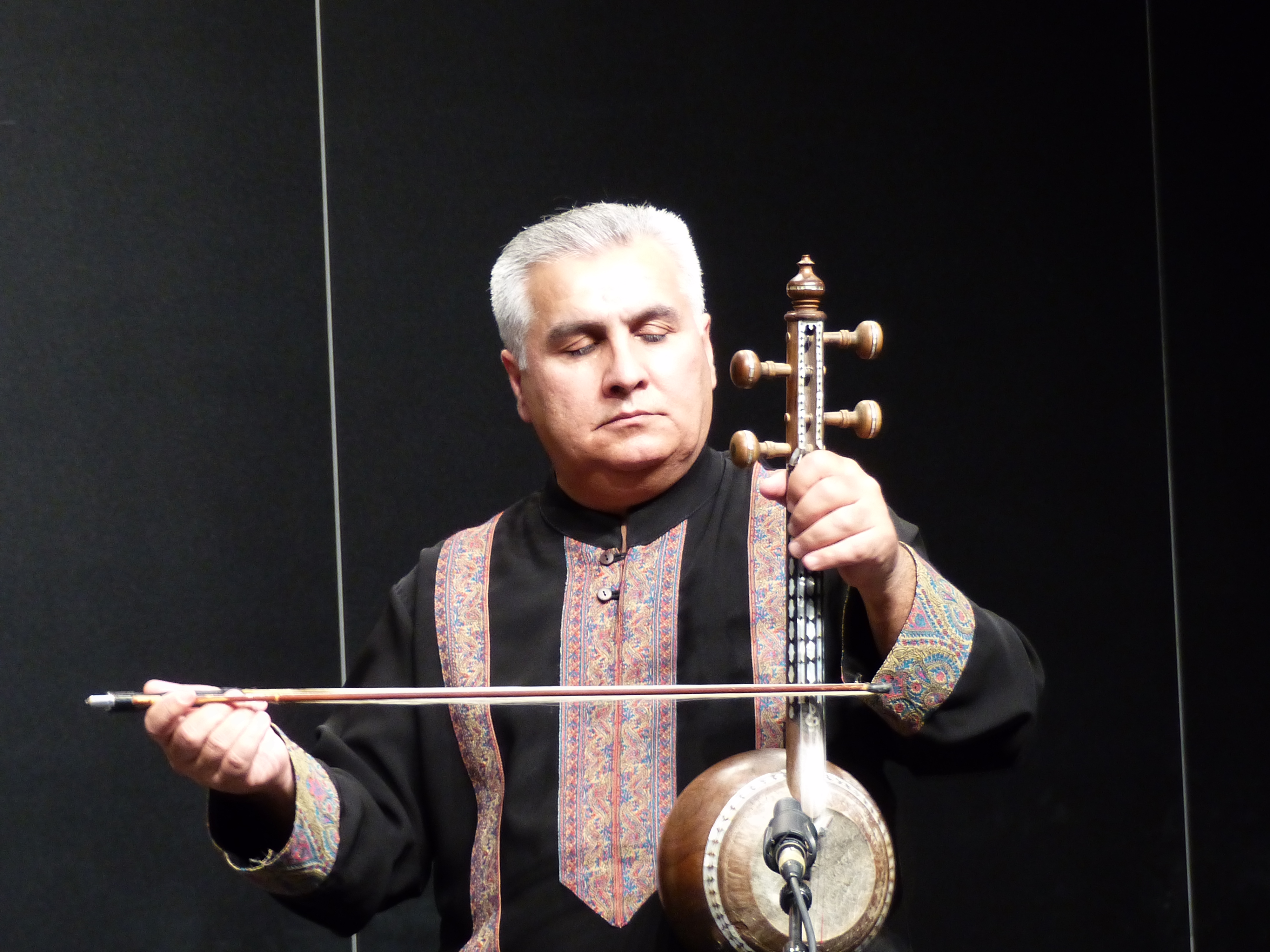
Malik Mansurov Mugam Quartet

### Kulturális intézmények
könyvtárak, múzeumok, színházak, zene és tánc intézményei

## Régészet és művészetek
Azerbajdzsán művészete gazdag múltra tekinthet vissza melyről a területén végzett régészeti ásatások is tanúskodnak.

### Iparművészet

#### Ötvösművészet
Ötvösművészetük nyomaira már az i. e. I. évezredből is vannak adatok. Az évezred elejéről, a X-VIII. századból származó tárgyakat (öveket, gombokat, kar- és lábpereceket) a tömör, súlyos megformálás jellemzi, és ez időkben már gyakran alkalmazták az ezüstöt és az aranyat is. A formák és a motívumok grúz és örmény rokonságról tanúskodnak, mint például a kosfejes karperec is, amelyet valószínűleg talizmánként viseltek. Híresek voltak az Azerbajdzsánban vert érmék is, melyek közül a hodzsali és a karabagi ásatásokról i. e. I. évezredből való darabok is előkerültek.
A mingecsauri öv az i. e. V. századból való, amely két egymással szemben álló lovat ábrázol, alattuk geometrikus mintákból álló díszes körbefutó sávval. A lovak kétségtelenül szasszanida hatásról vallanak, a geometrikus motívumok és a köztük elhelyezett bikára emlékeztető kétszarvú állatok azonban már helyi mesterek tehetségéről vallanak.
A kígyófejes kar és lábperecek, valamint sok arany és ezüstfüggők az időszámítás utáni I-VIII. században keletkeztek, ez a mingecsauri aranykollekció az azerbajdzsáni történelmi múzeum aranytárában van kiállítva. Ezek formáikban és díszítésükben is meglepően hasonlatosak a mai ékszerekhez.
A középkor leghíresebb ötvösszékhelyei Gandzsa, Barda, Semaha, Tebriz és Nahicseván voltak. A XVI. század ötvösműveiből a helyi múzeumokon kívül sokat megőriztek a külföldi gyüjteményények, a leningrádi Ermitázs és a moszkvai Oruzsennaja Palata is. Ezen alkotások elkészítésében azonban már nemcsak arany- és ezüstművesek, hanem festők, szobrászok és miniatúrafestők is részt vettek, ilyen mű például a Moszkvában őrzött gyönyörű azeri pajzs is, melynek külső oldalát mesteri vadászjelenet díszíti, e mű a híres Szultán Mohamed mester egyik ismert miniatúrájának részlete. A forrásokból ismert, hogy a pajzs nem puszta másolat, elkészítésében maga Szultán Mohamed is közreműködött.
A művészi fegyverkészítés központja a XVI-XVII. században Baku lett, ahol ekkor művészi ezüstpáncélok, pajzsok, tőrök, szabják készültek, amelyeket dúsan díszítettek zománcozással, ékkövekkel, finom gravírozással, domborművekkel, képekkel.
A XVIII-XIX. században sok ötvös dolgozott Semahában, Gandzsában, Tebrizben, Ardebilben és más városokban is, ahol összefüggő utcasoraik voltak, céhük például egy-egy városrészt is uralt, az aranyművesek utcája például Bakuban még a XX. század harmincas éveiben is megvolt. A XVIII. században például Legics és Baszgol, a semahai kánság két városa lett híres ötvösségéről. munkáik; a legicsi török kardok, kopják, dárdák, puskák finom művű arany és rézveretei berakásai versenyre keltek a világ legkivállóbjaival is.
Az ötvösművészetben leggyakrabban növényi motívumokat alkalmaztak a többi muzulmán országhoz hasonlóan. Díszítéseik azonban lassanként helyi sajátosságokká alakultak, a virágmotívumok közül különösen kedvelték a rózsát, íriszt, tulipánt, liliomot és a szegfűt, de motívumaik között gyakran találkozni párosával szembeállított madarakkal is.

#### Szőnyegszövés

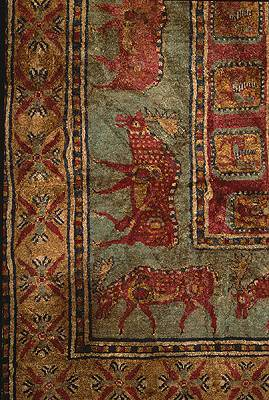
Paziriki szőnyeg részlete

A fennmaradt adatok alapján hosszú ideig feltételezni lehetett, hogy a szőnyegszövés szülőhazája valahol a Kaukázusban lehetett, mígnem az Altáj vidéki Pazirik vidéki régészeti feltáráson egy 2400 éves, Azerbajdzsán területén készült szőnyegre bukkantak, ami rámutatott az azerbajdzsáni szőnyegszövés jelentős múltjára, hagyományaira. Az itt készült szőnyegek különösen jó minőségük, sajátos színezésük, mintázatuk miatt váltak híressé. Az itteni szőnyegek mintakészítésének mestersége nemzedékről nemzedékre szállt, alapja pedig a népművészeti hagyomány volt. A szőnyegek jellegzetességei pedig készítési helyüktől függően változtak.
- Sirváni szőnyegek – jellegzetességük kis méretük, finom csomózásuk, aprólékos rajzolatuk. E szőnyegekben a központi mezőket geometrikus díszítőelemek töltik ki, a geometrikus formák néha állatfigurákat utánoznak. A négyszögekkel, oválisokkal, rombuszokkal, csillagrozettákkal és T-alakzatokkal tarkított szőnyegek málnavörös, sötét vagy világoskék alapszínűek, mintáik fehér, piros, rózsaszín, barna, aranysárga, zöldeskék és fekete árnyalatúak.
- Kazah szőnyegek – ezek a legnépszerűbb és legismertebb azerbajdzsáni és egyben kaukázusi szőnyegek, melyben a "kazah" név a legvastagabb, legtömörebb, legtestesebb szőnyegeket jelzi. Általában nagyvonalú, igen színes mintákkal díszítettek, melyeknek központi mezejét két vagy három medalion tölti ki és a gyakran kettős keretű medallionokban horog alakú figurák láthatók. A nagy medalionok által szabadon hagyott mezőket pedig geometrikus vagy növényi mintákból kirakott sűrű háló lepi el. E mező leggyakoribb alapszíne zöld, vörös, kék vagy fehér, kerete két egyforma sávból áll. E szőnyegek leggyakoribb színei: fehér, élénkvörös, kék, világoskék, zöld, sárga és krémszín.
- Karabag szőnyegek – változatos általában kaukázusi, de némi perzsa hatású ornamentikájuk révén váltak ismertté és kedvelté. E szőnyegek egész területét ornamentika, főként növényi indák lepik el. Alapszínük liláspiros vagy zöldeskék. Keretük pedig egy szélesebb és néhány vékonyabb sávból áll, mely sávok rajza is virágos. A két alapszínen kívül leggyakrabban zöld, vörös, kék, sárga, világoskék és krémszín árnyalatot használják.

A felsoroltakon kívül a XVII-XVIII. század végén készítettek még Azerbajdzsánban perzsa hatást tükröző úgynevezett kert szőnyegeket is. Ezek középső mezőjében tavat, fákat és hattyút ábrázoltak.
A művészetek közül ezenkívül elsősorban az építészet és a kerámiaművészet fejlődött ki. Az ásatások során előkerült mázas csempék rendkívül gazdag díszítésűek. Ekkoriban még madár, állat és emberi figurák is szerepeltek a kerámiákon. Később ezek eltűntek az azerbajdzsáni művészetből. Az országban ugyanis az iszlám vált uralkodóvá,
amely tiltja az élőlények ábrázolását. Ez a magyarázata annak is, hogy sem a festészetnek, sem a szobrászatnak nincsenek hagyományai. Mindkét művészeti ág csak a 20. században, a szovjethatalom éveiben alakult ki. Az egykori krónikák említést tesznek a gazdag, díszes épületekkel rendelkező városokról, ezek jelentős része azonban elpusztult. A 20. század festői közül kiemelhető Bahlulzade (Səttar Bəhlulzadə, 1909–1974), akinek színpompás képei impresszionista hatást keltenek. Népszerű volt még a naturalista iskolához közel álló Abdulajev (Mikayıl Abdullayev, 1921–2002). Jeles szobrász volt Pinhosz Szabszaj (Pinxos Sabsay, 1893-1980). 

### Zene, tánc
A zene, különösen ennek ősi forrása, a népzene a törökkel rokon, hét hangnemre (muhgam) épül. Az európai fülnek monotonnak tűnik. A hagyományos azerbajdzsáni hangszerek közé tartozik pl. a tar, a balaban, valamit a tütək. A 20. század elejétől kezdve elterjedt a klasszikus európai zene is. 1908-ban mutatták be az első nemzeti operát. Népszerűbbek és elterjedtebbek azonban a balettek, közülük is a Hét szépség (Kara Karajev szerzeménye) és a Legenda a szerelemről, amely Nâzım Hikmet török költő műve nyomán született. Fontos szerepet tölt be a népi komédiázás hagyományain alapuló operett. Az első azeri opera szerzője, Uzeir Hadzsibekov (1885–1948) számos operettmelódiát is írt. Közülük a legnépszerűbb az 1913-ban bemutatott Arsin mal alan, amelyet azóta is egyfolytában játszanak, olyan átütő sikerrel, mint Magyarországon a Csárdáskirálynőt.  Az ország első balettművét Afrasiyab Badalbeyli alkotta meg 1940-ben, ami a bakui Szűz-torony legendáját dolgozza fel.
Lásd még: Azerbajdzsán az Eurovíziós Dalfesztiválokon
- - A 2011-es Eurovíziós Dalfesztivált megnyerte Azerbajdzsán, Ell és Nikki duettjével, a Running Scared című dallal, így a 2012-es Eurovíziós Dalfesztivál házigazdája Baku lett.

### Hagyományok
Az azeri nép igen vendégszerető. A vendégtörvény kevésbé szigorú, mint Grúziában, de a tekintélytisztelet – így a házigazda tekintélyének tisztelete is – igen nagy. A lakosság túlnyomó zöme muszlim, amely a szokásokra is kihat. Így például nem fogyasztanak disznóhúst, tartózkodnak a szeszes italoktól, kiváltképp a tömény italoktól. A nőket különös tisztelet övezi, az erkölcsi normák szigorúak. 

### Gasztronómia
A konyha keleties, kaukázusi ételekkel szolgál. Ételei szinte ugyanazok, mint az örmény ételek. A különbség talán az, hogy gyakrabban használják a sáfrányt ízesítőnek.
Hasonlít a török konyhához is.
A leghíresebb azeri étel a dovga, amely egy leves spenótból és joghurtból.
Az azeriek kedvelik a paprikát, hagymát, zöldségeket. Kedvenc fűszereik a citrom, a fahéj, és a bazsalikom.
A helyi konyha nevezetes a keleti édességeiről is. Ezeknek a keleti csemegéknek a száma több mint kétszáz, felsorolni nehéz lenne őket. Szinte legtöbben szerepel a dió, a mandula. Bajramkor (újév) és más ünnepeken az a szokás, hogy a legtöbb háziasszony valamennyi általa ismert édességből bőven készít. 

## Turizmus

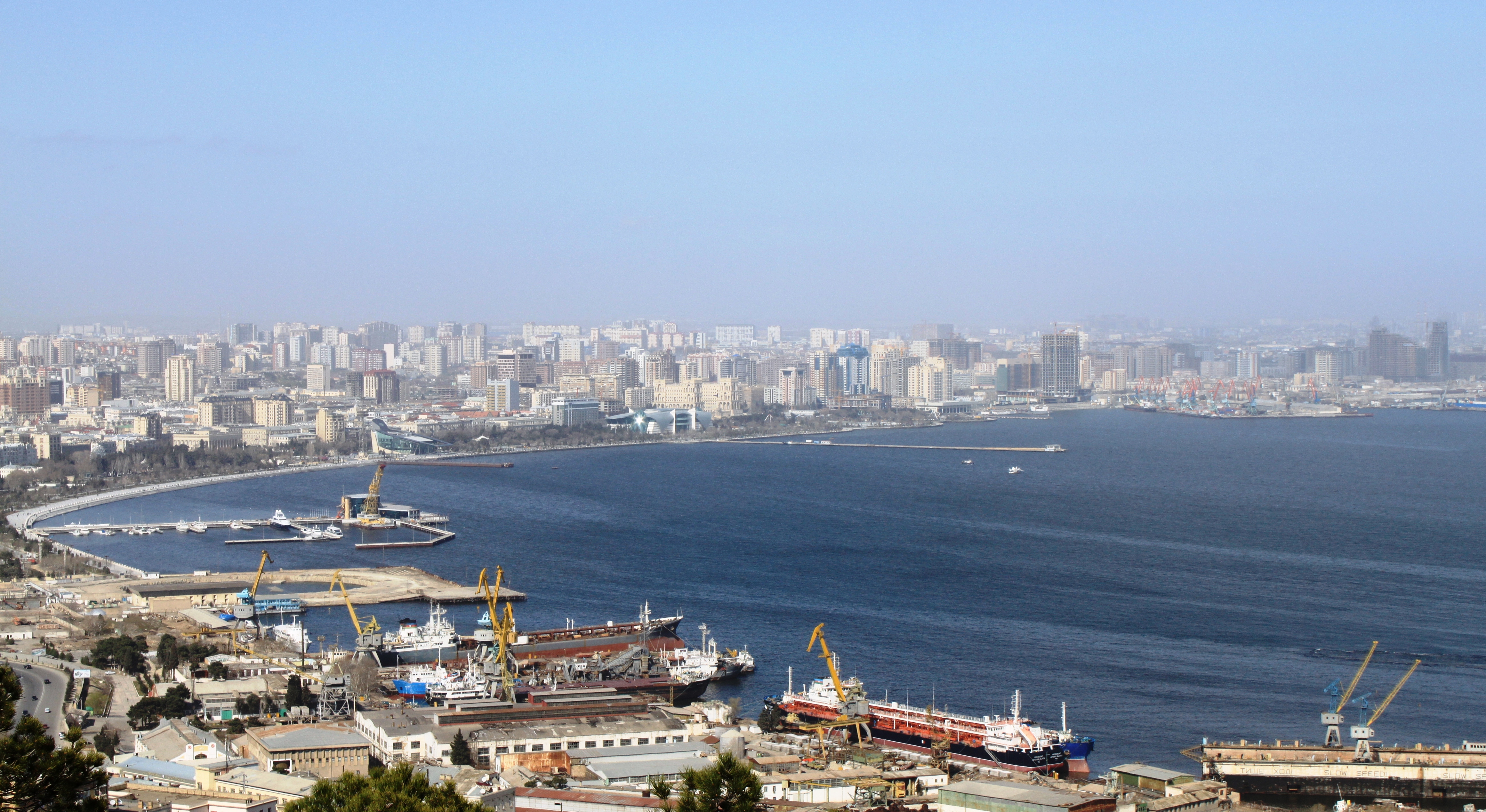
Baku, a főváros

### Fő látnivalók
- Baku óvárosa, a Láng-tornyok, Dagüstü Park, Heydar Aliyev Kulturális Központ stb.
- Qobustani sziklarajzok
- A javasolt világörökségi helyszínei
- A Dadivank- és a Gandzasar-kolostor [65]
- Tigranakert (Artsakh) [65]
- Azerbajdzsáni Szőnyegmúzeum (Baku) [65]
- Diri Baba Mauzóleum [65]
- Sirván sah-palota (Baku) [66]
- Gülüstan-palota, Baku
- Szűz-torony, (Baku)

### Oltások
Javasolt oltások az országba utazóknak:
- Hastífusz;
- Hepatitis A (középmagas a fertőzésveszély);
- Hepatitis B (középmagas a fertőzésveszély).

Javasolt oltás bizonyos területeken:
- Veszettség.

A malária ellen gyógyszer van. Azerbajdzsánban ritka a fertőzésveszély. A nyugati országrészen kell vigyázni.

## Sportélete

### Formula–1
2016-tól rendeznek itt futamokat, de csak 2017-tól hívják azeri nagydíjnak.

### Labdarúgás

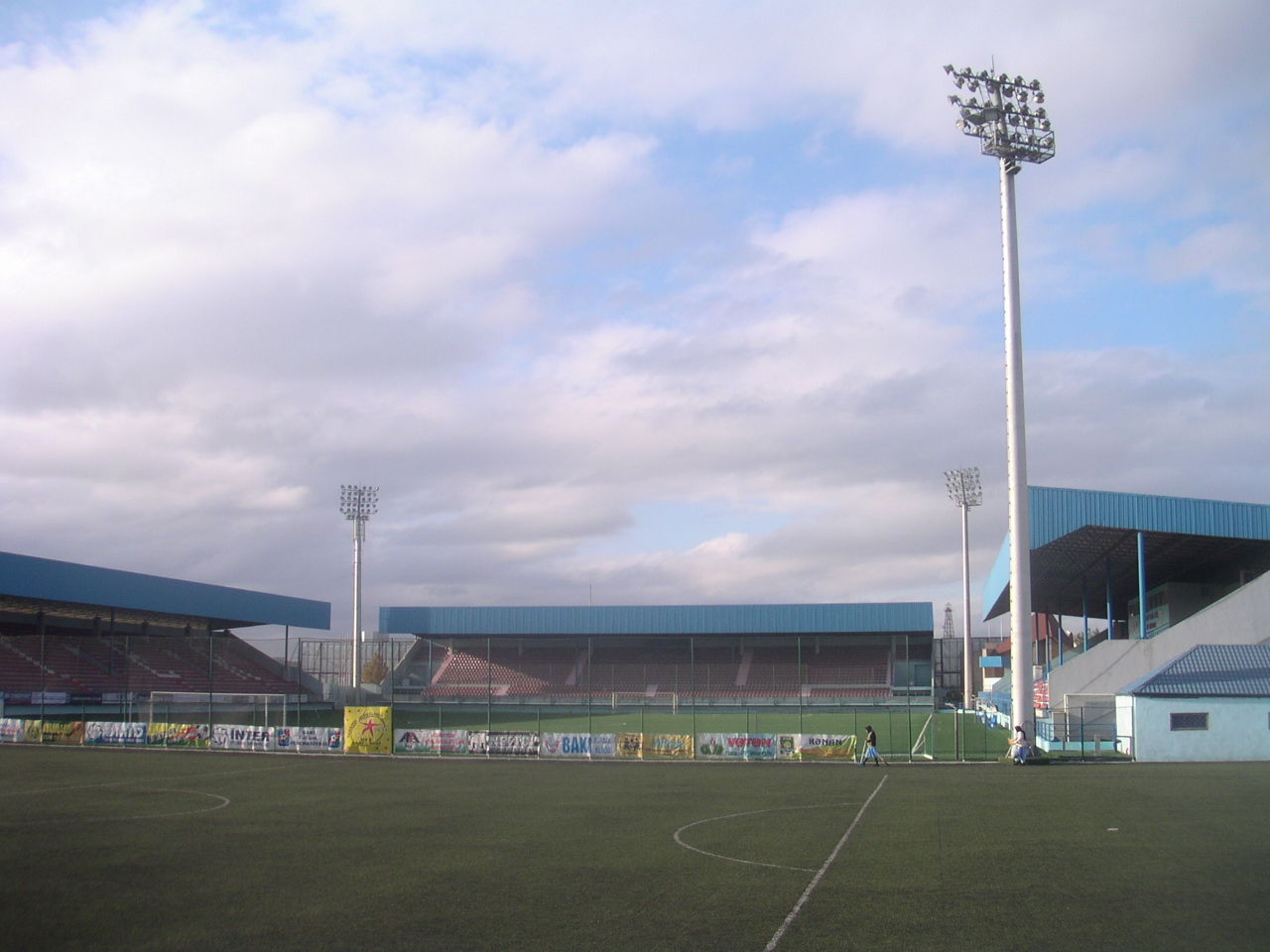
Shafa Stadion, Baku

- Azeri labdarúgó-válogatott
- Azeri futsalválogatott

### Olimpia
Azerbajdzsánnak eddig négy olimpiai bajnoka van. A legeredményesebb sportág a birkózás.
- Bővebben: Azerbajdzsán az olimpiai játékokon

## Ünnepek

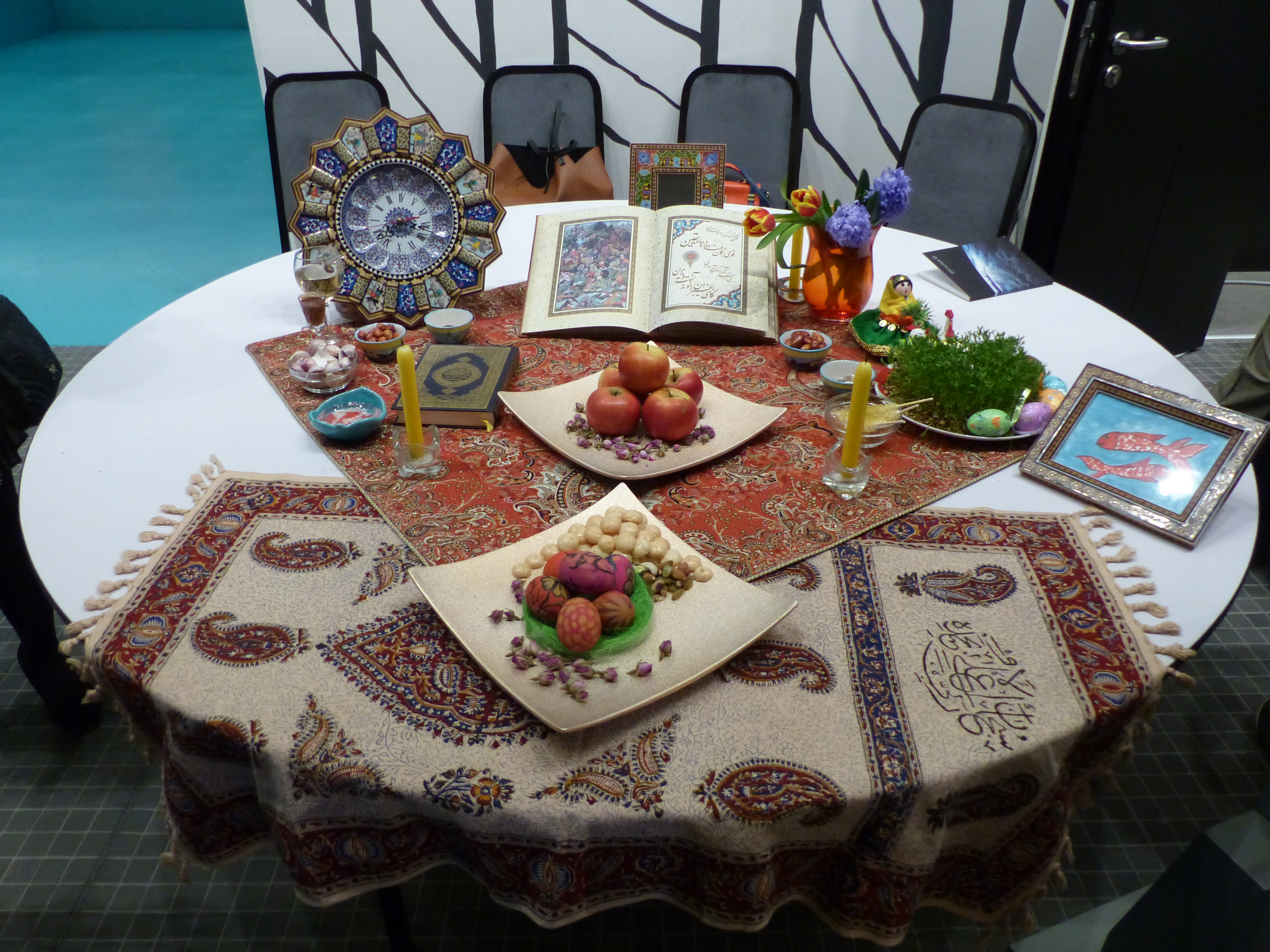
Novruz

Fő ünnepek:

| Dátum                                | Név                                            | Azeri név                                         | Megjegyzés |
| ------------------------------------ | ---------------------------------------------- | ------------------------------------------------- | --- |
| Jan. 1–2                             | Újév                                           | Yeni il                                           | 2 napos |
| Jan. 20                              | Mártírok napja                                 | Qara Yanvar                                       | A „Fekete január” (1990) emléknapja, amikor a szovjet csapatok bevonultak Bakuba, és több mint 130 civilt megöltek. |
| Már. 8                               | Nemzetközi nőnap                               | Qadınlar günü                                     | 1 day |
| Már. 20–24                           | Tavaszi Fesztivál                              | Nowruz                                            | 5 napos |
| Máj. 9                               | A győzelem napja                               | Faşizm üzərinə qələbə günü                        | A Szovjetunió náci Németország felett aratott győzelmének tiszteletére. |
| Máj. 28                              | Függetlenség napja                             | Müstəqillik Günü                                  | Az Azerbajdzsáni Demokratikus Köztársaság megalapítása (1918). |
| Jún. 15                              | A nemzeti megváltás napja                      | Azərbaycan xalqının Milli Qurtuluş günü           | A parlament meghívta Hejdar Alijevet Bakuba, hogy vezesse az országot (1993). |
| Jún. 26                              | A fegyveres erők napja                         | Azərbaycan Respublikasının Silahlı Qüvvələri günü | Az 1918-as Azerbajdzsáni Nemzeti Hadsereg megalakulása. |
| Nov. 8                               | Győzelem Napja                                 | Zəfər Günü                                        | A 2020-as hegyi-karabahi háborúban, valamint a susai csatában aratott azerbajdzsáni győzelemnek állít emléket. Munkaszüneti nap. |
| Nov. 9                               | A zászló napja                                 | Dövlət Bayrağı günü                               | Az Azerbajdzsán zászlajának 1918. november 9-i elfogadására emlékezik, amelyet hivatalosan 2009. november 9-én hoztak létre az államzászló napjaként. |
| Dec. 31                              | A világ azerbajdzsánjai szolidaritásának napja | Dünya Azərbaycanlılarının Həmrəyliyi günü         | A berlini fal leomlása által ihletett azeri, nacionalista Népi Front 1989. december 31-én a szovjet Azerbajdzsán és Irán közötti határ (annak azeriek lakta tartományának) megszüntetésére szólított fel. Ezt azóta az azeriek szerte a világon a Szolidaritás Nemzetközi Napjaként ünneplik. |
| változó az iszlám holdnaptár alapján | Eid al-Fitr (A böjt megtörésének ünnepe)       | Ramazan Bayramı                                   | 2 napos |
| változó                              | Eid al-Adha (Áldozati ünnep)                   | Qurban Bayramı                                    | 2 napos |